# Югославская армия на родине
Югославская армия на родине, также Югославское войско в Отечестве (серб. Југословенска војска у отаџбини), известна также как четники (серб. четници) или равногорцы — антиоккупационная, преимущественно монархическая, добровольческая военизированная сербская организация националистического характера, действовавшая под руководством Драголюба (Дражи) Михайловича на оккупированных землях Югославии в годы Второй мировой войны. Начало созданию положено в середине мая 1941 года группой военнослужащих Югославской армии, не признавших капитуляцию и собравшихся на плоскогорье Равна-Гора в Западной Сербии (отсюда название движения — равногорское). Первоначально имела название «Четнические отряды Югославской армии», а отряды назывались военно-четническими. В январе 1942 года стала именоваться Югославской армией на родине (сокр. серб. ЈВуО — ЮВуО).
Согласно стратегии четнического равногорского движения, их вооружённые формирования должны были готовиться к восстанию, освобождению страны и взятию власти с целью восстановления государственного порядка Королевства Югославия с наступлением серьёзного ослабления Германии или её близкого поражения. Вместе с тем военно-четнические отряды Михайловича приняли осенью 1941 года участие в восстании в Западной Сербии совместно с партизанами Иосипа Броза Тито (НОАЮ). Однако на рубеже октября — ноября 1941 года между ними начались вооружённые столкновения, переросшие в гражданскую войну, которая, по некоторым оценкам, унесла больше жизней, чем борьба с оккупантами.
Четническое командование подчинялось югославскому эмигрантскому правительству и изначально ориентировалось на Великобританию и США. ЮВуО была признана западными союзниками в качестве союзной армии и получала от них военную помощь. Тем не менее, усматривая в партизанах Тито своего главного противника, большая часть четнических формирований в войне с НОАЮ сотрудничала в тот или иной момент с итальянской и немецкой армиями, а также квислинговскими режимами на территории Югославии, в том числе с усташскими властями НГХ. Наиболее очевидно проявилось военное сотрудничество черногорских и герцеговинских четников с силами «оси» в 1943 году в ходе антипартизанской операции «Вайс». Большинство частей ЮВуО сотрудничали с вермахтом в период Битвы за Сербию весной — осенью 1944 года, а также на заключительном этапе войны в 1945 году.
Наряду с Армией Крайовой, ЮВуО была сильнейшей некоммунистической военной организацией Сопротивления в оккупированной Европе, однако четническое верховное командование имело мало влияния на черногорцев и сербов-пречан и не смогло привлечь в свои ряды несербское население оккупированной и разделённой страны. ЮВуО представляла собой ополчение, созданное по территориальному принципу, с разнородной децентрализованной структурой и на протяжении своего существования страдала от внутреннего соперничества, проблем с дисциплиной и отсутствия системы строгого руководства. Четники различались от региона к региону. Ими двигали разные мотивы: патриотизм, самозащита, национализм или шовинизм. Подчинение Михайловичу было только внешним, особенно это относилось к четническим группировкам на территории Независимого государства Хорватия (НГХ). Оперативная деятельность ЮВуО фактически ограничивалась зоной, в которой действовала командная власть Михайловича. Она охватывала Сербию, а также с июня 1942 года по май 1943 года Черногорию и Восточную Герцеговину.
Пассивная военная политика Михайловича, направленная на выжидание подходящего момента для активного включения в войну западных союзников с державами «оси», делала невозможным создание крупных мобильных формирований, не привязанных к конкретному району. Вместе с тем командование НОАЮ использовало преимущество своих больших мобильных соединений и успешно применяло их в боевых действиях, легко одолевая относительно немногочисленные местные четнические отряды. Потерпев в 1943 году ряд тяжёлых поражений от партизан, армия Михайловича сохраняла к концу года своё влияние только в Сербии, а её численность составляла около 50 тысяч человек.
В 1944 году обстановка на югославском театре военных действий приняла решающее развитие. Союзники по антигитлеровской коалиции перешли к поддержке партизан. В начале осени 1944 года войска НОАЮ развернули наступление в Сербии, чтобы совместно с Красной Армией взять Белград и обеспечить установление коммунистической власти в Югославии. ЮВуО тщетно пыталась остановить их и самой встретить советские войска в Белграде. Однако уже 9 сентября главные силы сербских четников потерпели поражение в Сражении на Еловой горе. 12 сентября король Петр II под давлением Великобритании обратился к югославам по радио с призывом поддержать НОАЮ. Это вызвало раскол в рядах четников, их массовое дезертирство и переход к партизанам. Не сумев удержаться в Сербии осенью 1944 года, оставшиеся сербские части ЮВуО переместились в Восточную Боснию и вместе с войсками четников из Черногории, частично из Герцеговины и некоторых боснийских районов насчитывали к началу весны 1945 года около 13 тысяч человек.
С учётом угрозы уничтожения Югославской армией (ЮА) и реагируя на отход частей вермахта на север за реку Сава, большая часть сил ЮВуО в середине марта 1945 года переместилась в район Вучияка. Здесь в стане четнического командования произошёл раскол из-за разногласий по вопросу о дальнейших действиях. В результате черногорские четники во главе с Павле Джуришичем, а с ними некоторые другие четнические подразделения и лидеры из Боснии, Герцеговины и частично из Сербии, откололись от Михайловича и двинулись 18 марта на запад в Словению. Оставшиеся с Михайловичем четники численностью 7000—8000 человек (по другим данным около 12 тыс. человек) отправились 13 апреля через занятые Югославской армией горные районы Средней Боснии на прорыв в сторону Сербии. 12—15 мая 1945 года основная часть ЮВуО численностью 3000—4000 человек была окружена и уничтожена Югославской армией в районе горы Зеленгора. Михайловичу с горсткой сопровождающих лиц удалось избежать гибели или плена и уйти в Сербию. В марте 1946 года он был пойман органами госбезопасности, приговорён 15 июля к смертной казни и расстрелян, после чего организованная деятельность оставшихся членов ЮВуО прекратилась.

## Предыстория

### Югославия накануне Второй мировой войны
Югославское государство — Королевство СХС — было провозглашено 1 декабря 1918 года как парламентская монархия под властью сербской династии Карагеоргиевичей в результате Первой мировой войны и реализации возникшей ещё в XIX веке идеи югославянства, выражавшей стремление этнически близких южных славянских народов к воссоединению и независимости. Доминирующая роль в нём принадлежала Сербии, воевавшей на стороне победителей. Сербские политики и Карагеоргиевичи, несмотря на предыдущие переговоры о создании общего государства, преследовали цель обеспечить в новой стране привилегированное положение сербского народа. Поэтому образование Югославии осуществили под знаком унитарной концепции, основанной, по заключению этнолога Марины Мартыновой, на надуманной фикции «„югославянской нации“ как „троименного народа“, к которому относились сербы, хорваты и словенцы, но лишь в качестве племён». Унитаризм королевства основывался на девизе «один народ, один король, одно государство». Однако воображаемое единство югославской нации было шатким. С одной стороны, словенцы, хорваты, боснийцы, македонцы, черногорцы и сербы уже имели определённое чувство национальной идентичности и самобытности, которое игнорировало идею «троименного народа». С другой стороны, сербы были значительно перепредставлены в правительстве и администрации, в армии и полиции. В результате словенцы, хорваты и боснийцы, голосовавшие при основании государства за федеративное устройство, чувствовали себя обманутыми. При этом теоритически полными гражданскими правами пользовались основные этнические группы, к которым относились сербы, хорваты и словенцы, а также те, кого власти считали таковыми: черногорцы, македонцы и мусульмане славянского происхождения. В совокупности они составляли три четверти населения из общей численности в 15 миллионов 900 тыс. человек (по оценкам 1941 года). Остальную часть образовывали меньшинства с гарантированными правами, а по определению Гая Трифковича, политически и социально бесправные албанцы, венгры, болгары, румыны, цыгане, евреи, турки и, прежде всего, более полумиллиона этнических немцев, фольксдойче.
На протяжении всего существования королевство находилось в состоянии постоянного политического кризиса на почве национальных разногласий, прежде всего сербско-хорватского конфликта по поводу конституционной структуры государства: хорваты выступали за большую автономию своей части страны, а сербы — за сильное центральное правительство. В 1929 году король Александр использовал политическую нестабильность как предлог для упразднения политических партий и установления личной диктатуры, а также провёл реформы, направленные на создание унитарного государства (с 3 октября 1929 года Королевство Югославия) и надэтнической югославской идентичности. После убийства короля в Марселе в 1934 году хорватскими и македонско-болгарскими ультранационалистами князь Павел был назначен регентом своего 11-летнего племянника Петра II. В это время развитие политических процессов в Европе быстро повышало угрозы безопасности Югославии, ориентированной на западные демократии. Страна была экономически связанной с Германией и Италией. Распад Малой Антанты уменьшил региональное влияние Югославии. После аншлюса Австрии нацистская Германия стала её соседом и вынудила Павла согласовать свою политику с державами «оси». Во время визита в Берлин в июне 1939 года регент убедился, что война в Европе неизбежна. Он без промедления возобновил переговоры с хорватами, чтобы урегулировать внутренние конфликты в стране, результатом которых стало Соглашение Цветковича — Мачека от 26 августа 1939 года, предоставившее Хорватии автономию. Вместе с тем соглашение лишь усилило напряжённость между сербами и хорватами, так как для крайних хорватских националистов оно было лишь шагом к независимости, а многим сербам казалось слишком большой уступкой хорватам. С началом войны в Европе Югославия провозгласила о своём нейтралитете. Однако после поражения Франции Югославия не могла надеяться на поддержку ни Великобритании, ни Советского Союза, и под давлением Гитлера Павел присоединился 25 марта 1941 года к Тройственному пакту, хотя знал, что сербы в подавляющем большинстве были настроены антигермански и пробритански.
27 марта Павел был свергнут группой сербских офицеров во главе с генералом Душаном Симовичем при содействии британской разведки. Хотя новое правительство Симовича не аннулировало акт от 25 марта, Гитлера события в Югославии привели в ярость, и он в тот же день отдал приказ о военном разгроме Югославии (Директива ОКВ №25 от 27 марта 1941 года).

### Четники до 1941 года
Четниками на Балканах называли добровольцев — членов нелегальных военизированных отрядов — чет (сербохорв. četa). Со второй половины XIX века четники организовывались в небольшие группы под предводительством воевод, нападавших на представителей турецкой власти и принимавших участие в восстаниях христианского населения против турецкого владычества. Сербские иррегулярные формирования были особенно активны во время «Восточного кризиса» 1875—1878 годов. После Берлинского конгресса четники сосредоточились в первую очередь на Македонии, где вели интенсивную деятельность до и во время Балканских войн. Во время Первой мировой войны сербы-четники принимали участие в борьбе против центральных держав. В межвоенный период четники образовывали собственные организации для поддержания своих традиций как в Югославии, так и в Болгарии. В 1938 году в Югославии было зарегистрировано около 1000 четнических комитетов, насчитывавших около 50 тыс. членов (по другим данным 500 тыс. членов). Председателем объединения четников с 1934 года был Коста Печанац. В апреле 1940 года Министерство армии создало Четническое командование югославской армии, на которое возлагались задачи формирования специальных подразделений, предназначенных для диверсионных действий в тылу противника. Вскоре были организованы шесть полных и один неполный четнические батальоны из числа набранных из регулярной армии добровольцев. По одному из сформированных батальонов было придано каждому армейскому командованию.

### Апрельская война, оккупация и раздел Югославии нацистской Германией и её союзниками
6 апреля 1941 года нацистская Германия напала на Югославию. В тот же день королевское правительство покинуло Белград и направилось в Сараево. В последующие дни оно демонстрировало растерянность, разногласия и фактически ни на что не влияло и «мало чем управляло». 15 апреля премьер-министр Симович уполномочил генерала Калафатовича вести переговоры с наступающими немцами. Тогда же Югославское правительство решило, что капитулирует только армия, но не государство, а затем, несмотря на противодействие Уинстона Черчилля, покинуло территорию Югославии и улетело в Грецию, откуда перебралось в Палестину. 17 апреля в Белграде была подписана безоговорочная капитуляция. Вскоре Югославия была разделена на оккупированные территории. В Сербии установили германский военно-оккупационный режим. На землях Хорватии и Боснии и Герцеговины, оккупированных немецкими и итальянскими войсками, было номинально образовано Независимое государство Хорватия. Приведённое к власти с помощью Гитлера и Муссолини фашистское движение усташей приступило к построению государства вождистского типа по образцу нацистской Германии. Этот процесс сопровождался убийствами евреев и цыган по приказу Германии. Вместе с тем собственная расистская программа усташей была направлена против православных сербов. Как результат, сотни тысяч сербов подверглись насильственному переводу из православия в католичество, заключению в концентрационные лагеря, изгнанию или массовым убийствам.
Пока на оккупированных землях устанавливались новые режимы власти, югославское эмигрантское правительство заявило 4 мая 1941 года, что Югославия продолжит войну против держав «оси» за восстановление территориальной целостности, независимости и «полной свободы всех сербов, хорватов и словенцев». Прибыв затем в Великобританию, правительство в последующие месяцы подписало союзные документы, в результате которых присоединилось к антигитлеровской коалиции. В этой связи Британское правительство заверило югославов: «Мы возобновляем партнерство, которое в Великой войне провело нас через невзгоды к победе. Мы будем вести войну сообща и заключим мир только тогда, когда право будет восстановлено, и восторжествуют закон и справедливость». В США была направлена специальная министерская миссия, ввиду важности поддержки этой великой державы.

## Ранняя фаза (май 1941 года — декабрь 1941 года)

### Создание, цели, задачи и организация военно-четнических отрядов
После апрельской капитуляции многие солдаты Югославской армии избежали плена. Часть из них была в бегах. Опасаясь возвращения домой, они держались отдельно небольшими группами, укрываясь в сёлах или на склонах окружающих холмов и гор. Их называли «люди из леса» (серб. Šumski ljudi) или «лесовиками». Различать в народе их стали позже. Сначала ходили слухи о четниках Косты Печанаца и полковника Дражи Михайловича, а затем появились «партизаны».
Начало созданию военно-политического движения, претендовавшего на роль югославского центра антиоккупационных устремлений и сформировавшего впоследствии ЮВуО, было положено в середине мая 1941 года в Западной Сербии на плоскогорье Равна-Гора группой из семи офицеров и двадцати четырёх солдат и унтер-офицеров югославской армии во главе с полковником генерального штаба, начальником оперативного отдела штаба 2-й армии Дражей Михайловичем. Не приняв капитуляцию Югославии перед державами «оси», Михайлович и его люди организовали здесь свой лагерь и командный пункт и назвали себя «Четническими отрядами Югославской армии» (сербохорв. Четнички одреди Југословенске војске / Četnički odredi jugoslovenske vojske). Соответственно отряды назывались «военно-четническими». Выбор Михайловичем Равна-Горы в качестве места нелегального пребывания и формирования своей военной организации определялся относительной близостью к важным городам — Валеву и Чачаку — и столице Белграду, а также центральным расположением по отношению к стране в целом. Кроме этого горная местность была удалена от дорог и довольно хорошо защищена лесом.

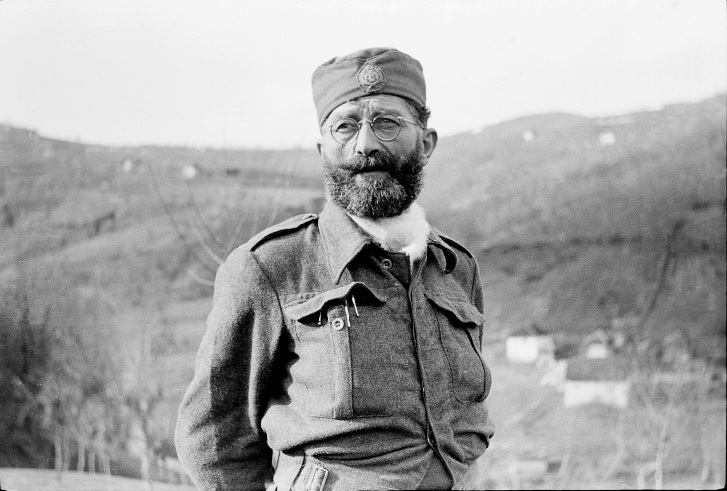
Драголюб Михайлович

Согласно плану Михайловича, непризнание акта капитуляции обозначало продолжающееся существование Королевства Югославия, которое всё ещё находилось в состоянии войны с державами «оси». Это обязывало военнослужащих Югославской армии, избежавших плена, равно как и всех военнообязанных мужчин, сохранять верность присяге и воинскому долгу. На этой основе, по заключению историка Леонида Гибианского, Михайлович стремился провести в Сербии «тайную мобилизацию и создать сеть нелегальных четнических формирований» под единым командованием. В качестве главных задач рассматривались: обеспечение охраны населения и поддержание элементарного порядка и безопасности на местах, защита населения от репрессивных действий со стороны оккупантов, а также подготовка к «решающему моменту, когда возникнут условия для всеобщего восстания и освобождения от оккупации» на этапе серьёзного ослабления или неминуемого поражения Германии. В это время все четнические формирования должны были взять власть на территории своей ответственности с целью восстановления государственного порядка Королевства Югославия. По замыслу Михайловича, до наступления «решающего момента» военно-четническим отрядам надлежало, по возможности, избегать столкновений с оккупационными воинскими подразделениями и прибегать к боевым действиям с ними лишь в крайних случаях непосредственной угрозы для населения. Кроме того, при решении задачи обеспечения порядка, главным образом в сельской местности, где контроль оккупантов был минимальным, с нелегально создаваемыми четническими формированиями должна была взаимодействовать сербская жандармерия коллаборационистской администрации Милана Ачимовича (позднее Милана Недича), местные отделения и посты которой «на деле тайно подчинялись бы четническим командирам того же местного уровня».
Несмотря на название, организация Михайловича не основывалась на довоенной структуре объединения четников или Четнического командования Югославской армии, созданного в апреле 1940 года. Хотя Михайлович и его кружение заявляли о создании четнической организации как югославской, её практическая деятельность в первое время ограничивалась Сербией. Здесь инициатива Михайловича вскоре нашла довольно широкий отклик среди избежавших плена военнослужащих Югославской армии, прежде всего офицеров и унтер-офицеров, а также среди гражданского населения, в первую очередь молодёжи. Узнав о равногорских четниках, большое число из них отправилось на Равна-Гору и, поскольку они в основном были младшими по званию, признали лидерство Михайловича. Также ряды равногорских четников пополняли черногорские офицеры Югославской армии, которых немцы и итальянцы отпустили по домам в связи с намерениями Италии создать в Черногории марионеточное государство. Первые четнические отряды создавались стихийно. Однако туда направлялись присоединившиеся к Михайловичу офицеры, которые включались в формирование структуры военной организации. Коста Николич отмечает трудность изложения точной хронологии этих событий. По его определению, отправной точкой может служить 14 июня 1941 года, когда Михайлович подписался как командир четнических отрядов. Предположительно первым начальным приказанием Михайловича по формированию четнических частей была изданная в первой половине июня «Инструкция по выполнению задач четнических отрядов Югославской армии» (серб. Упут за извршење задатака четничких одреда Југословенске војске). В ней предписывалось формировать на местах четы (переводится на русский как рота, отряд) из 30—40 призывников в возрасте 20—30 лет. В момент всеобщего восстания они должны были стать мобильными, а каждый призывник обязывался иметь запас продовольствия на три дня.
Первые вооружённые четнические отряды назывались по имени какой-нибудь местной горы или реки. Их командный состав формировался в большинстве случаев из офицеров и унтер-офицеров, но частично и из гражданских лиц. Вооружённые четнические отряды обычно насчитывали от 50 до 200 человек, а иногда и больше. Ими командовали люди, ответственные перед Михайловичем и получавшие от него общие инструкции. Вместе с тем командиры имели широкую самостоятельность действий, в некоторой степени вынужденной из-за трудностей в поддержании связи со штабами. Это также был способ дать командирам возможность учитывать местные условия. Практика широкой самостоятельности местных командиров действовала в 1941 и большую часть 1942 года и обусловливала слабость армейской организации. С конца лета и осенью 1941 года командование равногорцев предпринимало меры для формирования своих подразделений в Черногории, Санджаке и ряде районов НГХ со значительным присутствием сербского населения. В НГХ активностью четников были первоначально охвачены близлежащие к Сербии территории Боснии и Герцеговины. Однако из-за слабости организации в ряде боснийских, герцеговинских и черногорских и отрядов, которые присоединились к равногорскому движению, Михайловичу не удалось заменить местных командиров своими людьми. Часть таких отрядов противилась объединению по причине личных амбиций и нежелания их предводителей подчиниться Михайловичу.
Четнические отряды создавались в оккупированной стране «с нуля» и имели большие проблемы со сбором оружия. Организовать их обеспечение вооружением и боеприпасами Михайловичу и его штабу в то время не удалось, поэтому в инструкции эта задача возлагалась на сами подразделения в соответствии с их возможностями. С лета 1941 года формировались четнические отряды двух категорий: одну составляли мужчины от 20 до 30 лет, другую — от 30 до 40 лет. Позднее, в начале осени 1941 года, число категорий отрядов увеличили до трёх за счёт лиц в возрасте от 40 до 50 лет. При этом, в зависимости от функционально-возрастной группы личного состава, одни отряды предназначались для постоянного пребывания и действия в местах формирования и жительства их участников, а другие — мобильные, оперативные войска (возраст бойцов от 20 до 30 лет) — для использования на более широких территориях. Отряды предписанной примерной минимальной численности формировались по сёлам, городам или городским кварталам и подчинялись создаваемым командованиям по районам и областям. Центральное руководство всей четнической структурой осуществлялось расположенным на Равна-Горе общим командованием во главе с Михайловичем. Первоначально летом 1941 года он в рассылавшихся им тайных инструкциях именовал себя командующим горскими штабами Югославской армии (согласно Алексею Тимофееву, — горными штабами). С начала осени 1941 года — командующим четническими отрядами Югославской армии. В руководстве военно-четнической организацией Михайлович опирался на Командование четнических отрядов Югославской армии, переименованное в январе 1942 года в Верховное командование.

### Политическая организация и идеология четнического равногорского движения

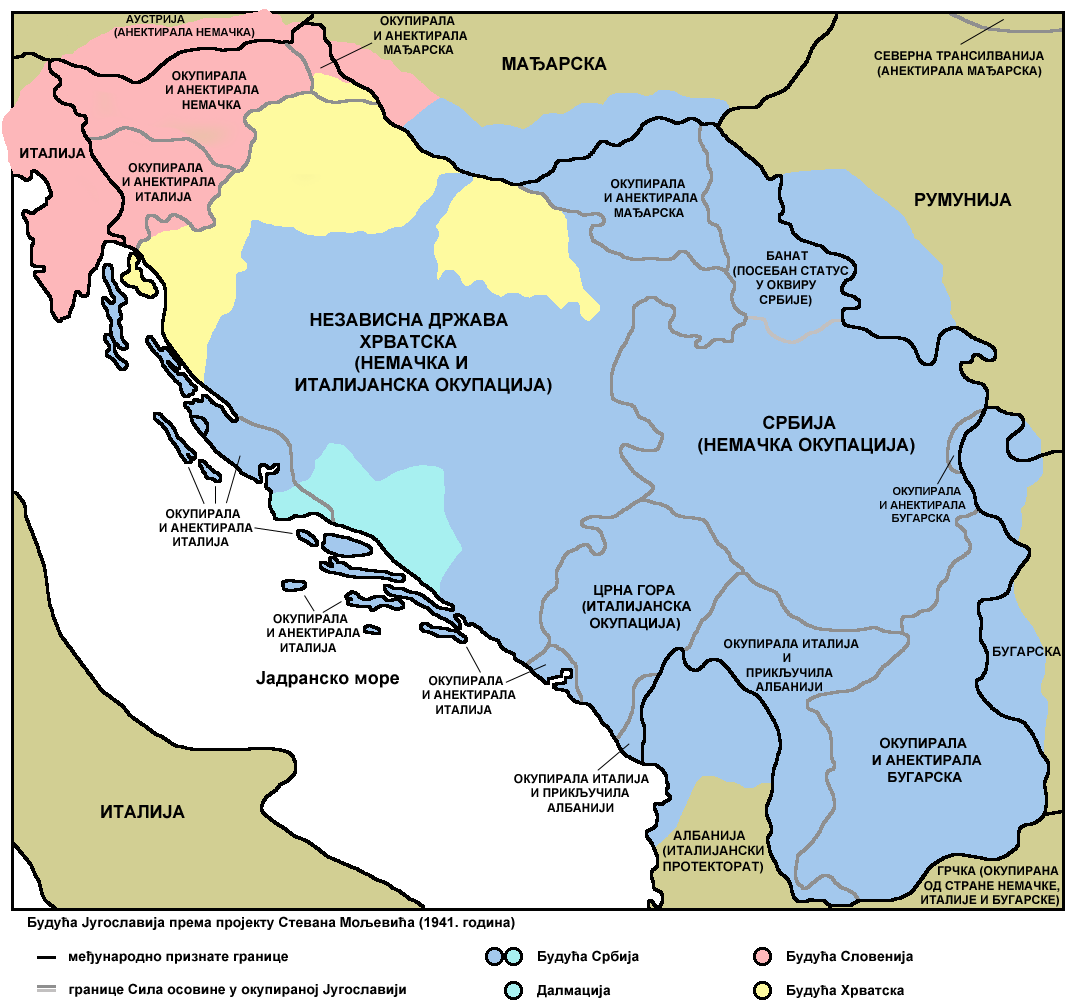
Будущая Югославия по проекту Стевана Мольевича (1941 год)

После ошеломляющего поражения в Апрельской войне Михайлович и его офицеры считали, что должны строить чисто военное движение без участия довоенных политиков, которых обвиняли в двух десятилетиях плохого управления страной и предательстве традиционных сербских идеалов. Они расчитывали на прямой контакт с народом. В части политической направленности движения, на начальном этапе его создания Михайлович не выдвигал каких-то более или менее чётких политических задач программного характера, кроме общей цели освобождения страны от оккупации. Сохраняя верность присяге, равногорцы выступали защитниками монархии, поэтому их движение носило отчётливо монархический и гражданский характер. Несмотря на провозглашаемые лозунги восстановления югославского государства и участие в организации некоторых несербов, равногорцы с самого начала, по сути, были сербской национальной силой. Реальное внимание Михайловича и его сподвижников сосредоточивалось на сербских вопросах. В этнорелигиозном конфликте роялисты выступали на сербской стороне и вскоре начали приравнивать себя к сербству, а создание сербской территориальной единицы в будущей послевоенной Югославии было их первоочередной задачей.
Вместе с тем вскоре Михайловичу стало ясно, что построить массовую организацию без сотрудничества с политиками невозможно, поэтому к формированию четнического движения уже к концу лета 1941 года стали подключаться некоторые политические круги в городах, в том числе в Белграде, а также делались попытки образования политических ячеек, но только с теми политиками, кто не участвовал в довоенном правящем режиме. В начале августа 1941 года Михайлович приказал Белградскому штабу военно-четнических отрядов сформировать в качестве консультативного органа комитет из членов сербских гражданских оппозиционных партий, который предполагалось сделать политическим крылом четнического движения. Этот проект поддержал известный писатель и один из заместителей председателя Сербского культурного клуба (СКК) Драгиша Васич. Он выступил с идеей создания совершенно нового народного движения, где «не будет места для неудавшихся политиков» и первым предложил назвать его «равногорским». Тогда белградский комитет не создали, поскольку гестапо арестовало осенью 1941 года многих его членов. Однако создание политического движения продолжили Васич и другой зампред СКК Младен Жуйович. В результате в конце августа формально учредили Центральный национальный комитет (ЦНК) — орган, который должен был объединить гражданские и политические власти с целью поддержки четнической организации. На деле в течение почти двух лет действовал только исполком ЦНК, вначале состоявший из Васича и Жуйовича, к которым с весны 1942 года присоединился ещё один видный деятель довоенного СКК Стеван Мольевич. Исполком ЦНК организовывал политико-пропагандистскую деятельность равногорского движения.
Разрабатывая детализированные программные установки, ЦНК сосредоточился прежде всего и, по заключению Леонида Гибианского, даже почти исключительно на проблеме внутреннего этнополитического устройства Югославии, которое надлежало бы установить при восстановлении независимости государства. Исполком исходил из идеи переустройства Югославии в федерацию трёх автономий: сербской, хорватской и словенской. Стержневыми пунктами идеи были главенствующая роль сербов в реорганизованном государстве и включение в сербскую автономию, помимо Сербии и Черногории, всех территорий, рассматривавшихся в качестве сербских. Вместе с тем под влиянием происходившего в условиях оккупации преследования сербов по этническому признаку, территории с разнородным населением, которые намечалось присоединить к Сербии, предусматривалось при освобождении Югославии от оккупантов не только взять под сербский контроль, но и принудительно «очистить» от несербских жителей. Одновременно намечалось организовать переселение туда значительной массы сербов. Эта задача должна была решаться четническими силами. Кроме задачи радикальной этнополитической реорганизации Югославии, другое политическое или социальное переустройство порядков после освобождения от оккупации четническим руководством не рассматривалось ни в период формирования движения, ни позднее, вплоть до рубежа 1943/1944 годов. По заключению историка Хольма Зундхауссена, националистическая направленность равногорского движения и его стремление к коллективному наказанию местных «агрессоров и коллаборационистов», к числу которых относили хорватов, боснийских мусульман, албанцев и югославских немцев, вели к обострению национальных противоречий между сербами и несербскими народами оккупированной Югославии.

### Четники Михайловича и четники Косты Печанаца
В начале оккупации Югославии имя «четник» отождествлялось только с отрядами довоенного председателя объединения четников Косты Печанаца. Они были гораздо более известны, чем «люди Дражи». Перед началом немецкого вторжения Печанац по заданию и при поддержке югославского министерства армии и флота организовал на юге Сербии вооружённое формирование под своим командованием, состоявшее из нескольких сотен человек и сосредоточенное в долине реки Топлица для последующего проведения партизанских операций в южных частях Сербии, Македонии и Косово. В течение первых трёх месяцев оккупации отряды Печанаца привлекли в свои ряды много людей, но воевали они только с албанскими группами. С появлением партизан Тито Печанац отказался от всяких мыслей стать силой Сопротивления и не принял предложение Михайловича о сотрудничестве. Напротив, к концу августа 1941 года он достиг соглашений с квислинговским «сербским правительством» и немецкими оккупационными властями о борьбе с партизанами. Зимой 1941/1942 года четники Печанаца охотились на четников Михайловича, хотя многие печановцы скрывали большое количество равногорцев. В июне 1944 года Печанац был казнён четниками Михайловича.

### Четники Михайловича и партизаны Тито. Сотрудничество, раскол и начало гражданской войны
Первые два месяца Михайлович создавал военно-четническую организацию, принимал добровольцев, устанавливал связи с офицерами-единомышленниками и чиновниками-коллаборационистами и намеревался не начинать восстание без перспективы помощи от западных союзников. С середины лета 1941 года ему пришлось столкнуться с новым фактором — антиоккупационным движением под руководством КПЮ.
В конце июля Тито замыслил широкомасштабный план создания большой «освобождённой территории», которая послужила бы разжиганию настоящего народного восстания. Для этих целей была выбрана Западная Сербия, в первую очередь долина Западной Моравы и среднего течения Дрины. Учитывалось удобное положение района, его близость к Боснии, Срему и Черногории, пересечённая местность, а также давние мятежные традиции населения и присутствие четников Михайловича. Поначалу партизаны в значительной степени игнорировали равногорцев, однако в августе ситуация начала меняться, чему не в последнюю очередь способствовало сближение СССР и Великобритании, покровительницы эмигрантского югославского правительства, а также опасения коммунистического руководства возможного сотрудничества националистов с оккупантами. В итоге было решено попытаться заключить союз с четниками или «нейтрализовать их в данный момент».
В августе 1941 года партизаны и четники провели серию переговоров на всех уровнях. На встрече Михайловича и представителя крайкома КПЮ в Сербии стороны договорились о ненападении друг на друга, признали свободу действий независимо друг друга, а также свободу выбора четниками вступления в бой с оккупантами. Хотя за кулисами четнические офицеры были едины в тревоге по поводу растущего коммунистического влияния в стране, однако их мнение по вопросу об отношении к партизанам Тито разделилось. Одна часть выступала за нанесение превентивного удара по партизанам, которые рассматривались фактически главным идеологическим противником. Другая, движимая патриотическими чувствами и стремлением исправить испорченную вследствие апрельского поражения репутацию, выступала за присоединение к восстанию, как единственному способу сохранить влияние в массах. Как отмечает историк Гай Трифкович, «монархисты, несмотря на свой антикоммунизм, во многом разделяли господствовавшие панславянские настроения и веру в то, что Советы скоро окажутся на Дунае». 31 августа 1941 года один из четнических «офицеров-активистов», подполковник Веселин Мисита, предположительно без разрешения Михайловича, взял штурмом город Лозницу и захватил в плен 93 немца. За этим последовал совместный с партизанами штурм Баня-Ковилячи, завершившийся 4 сентября крупной победой, взятием в плен почти всего немецкого гарнизона и захватом трофеев: восьми миномётов, 22 ручных пулемётов, 92 единиц стрелкового оружия и большого количества снаряжения.
На восстание сербов оккупанты и квислинговские власти ответили карательными мерами, однако репрессии не приводили к снижению масштабов Сопротивления. В сентябре повстанцы достигали всё больших успехов, освобождая населённые пункты и расширяя контролируемую территории. 19 сентября в Струганике произошла первая встреча Михайловича и Тито, на которой обсуждались возможности и условия сотрудничества. На почве взаимного недоверия переговоры выявили первые разногласия сторон, поэтому соглашение между двумя лидерами Сопротивления было лишь временным компромиссом: договорились, что оба движения будут совместно бороться против оккупантов, когда для этого будут возникать условия, делить захваченное оружие и власть на освобождённых территориях. Лицам, желающим принять участие в борьбе с оккупантами, предоставлялась свобода выбора между четниками или партизанами. Вслед за этим, 26 сентября 1941 года, в селе Столице близ Крупани состоялось совещание политических и военных руководителей народно-освободительного движения под руководством Тито. Кроме решений по совершенствованию системы руководства, унификации партизанской армии и усиления в ней партийного влияния, особо важное решение касалось новых органов революционной власти — народно-освободительных комитетов (НОК), которые должны были создаваться на освобождённой территории. Этим КПЮ показало, что наряду с борьбой за освобождение Югославии будет вестись борьба за социальную революцию, завоевание власти и новое государственное стройство страны.
В это время партизанско-четническое сотрудничество продолжалось при взятии Горни-Милановаца и Чачака, атаках на Шабац, блокаде Валева и в боях под Кралево. Наряду с этим его двойственность выражалась в действии на освобождённой территории двух отдельных штабов Сопротивления — Верховного штаба НОПО Югославии и Верховного командования четнических отрядов, двух структур тыловых военных властей и двух мобилизационных пунктов, где добровольцы могли присоединиться к тому или иному движению. Партизанской «столицей» было Ужице, а четников — Пожега, отсюда они контролировали населённые пункты Рашку, Врнячка-Баню и др. В Чачаке и Горни-Милановаце партизаны и четники делили власть по паритетному принципу. Вскоре во всех местах «республики» имелись комендатуры обоих движений, даже в Ужице. В то же время решающая роль во власти и в обороне освобождённой территории принадлежала более многочисленным партизанам.
В середине сентября Гитлер отдал приказ о безоговорочном удушении сербского восстания. Оккупационные силы пополнили частями, прибывшими из Франции и Греции, а для финальной стадии антипартизанских операций перебросили боевую дивизию с Восточного фронта. К моменту начала немецкого наступления, бывшего по сути карательной экспедицией, был отдан приказ о расстреле 100 заложников за каждого убитого немецкого солдата и 50 человек — за раненого. Начав с Мачвы, немецкие войска проводили массовые расстрелы и сжигали целые населённые пункты, не щадили даже детей и угоняли тысячи людей в концентрационные лагеря. За этим последовали коллективные репрессии в окрестностях Валева, в Крагуеваце, в Кралеве и других местах, где число жертв исчислялось сотнями и тысячами. В сочетании с сильным военным присутствием, массовые убийства достигли цели. Согласно видному участнику партизанского движения Миловану Джиласу, Сербию охватил «смертельный ужас», местные командования сообщали о заметном падении боевого духа, а подразделения были парализованы «психозом», «страхом и беспокойством».
В разгар немецкого наступления партизаны и четники из «невольных союзников» превратились в «заклятых врагов». Как пишет Гай Трифкович: «Непреодолимый идеологический разрыв и совершенно разные концепции сопротивления обрекли на провал и без того нерешительные и неискренние попытки наладить рабочее партнерство на всех уровнях». Между партизанами и четниками росли недоверие, соперничество и конфликты по поводу распределения военной добычи и власти. С целью преодоления этих проблем 26 октября 1941 года в Браичах состоялось второе совещание Михайловича и Тито. Было решено, что штабы обоих движений Сопротивления по прежнему будуть действовать отдельно, захваченное оружие будет разделено поровну. Обе стороны обязались избегать конфликтов и обеспечить беспрепятственное движение по свободной территории. Вместе с тем в ходе встречи Михайлович отклонил предложение о создании совместного оперативного штаба и выразил протест против создания НОК, как способа прихода КПЮ к власти. Всего через несколько дней спустя, после серии мелких инцидентов четники напали на Ужице в ночь с 31 октября на 1 ноября. Причины столкновений являются предметом многолетних споров. По одной версии, их спровоцировали партизаны своим стремлением к революции и нападением 31 октября на отряды четников в районе Пожеги. По другой, столкновение начали «ослеплённые антикоммунизмом четники» своей атакой на Ужице.
За четнической атакой последовала партизанская контратака, поставившая монархистов на грань краха. В последующие дни партизаны взяли под контроль территорию между Пожегой, Чачаком и Лигом. В этой обстановке германское наступление на занятые четниками районы Центральной Сербии и жестокие репрессии нацистов против мирного населения вынудили Михаиловича, считавшего продолжение сопротивления равносильным «национальному самоубийству» и уже поддерживавшего через своих посланников контакт с сербскими квислинговскими властями, пойти на переговоры с немцами. На встрече 11 ноября в селе Дивци с уполномоченным представителем немецкого военного командования подполковником Рудольфом Когардом (нем. Rudolf Kogard) Михайлович предложил прекратить военные действия в городах и вдоль основных линий коммуникаций и пообещал освободить Сербию от партизан и коммунистов. Для этого он запросил свободу действий, оружие и боеприпасы. Однако немцы отклонили это предложение и потребовали от Михайловича прекратить все боевые действия и безоговорочно капитулировать. Такие условия были неприемлемы для Михайловича. В то же время после инициированного Лондоном прямого вмешательства Москвы Тито и Михайлович пошли в последний раз на компромисс в отношениях между двумя движениями. 20 ноября в Чачаке было подписано соглашение о прекращении огня с целью остановить «братоубийственную борьбу, пролитие братской крови, объединить все патриотические силы сербского народа и обратить их против оккупантов и национал-предателей». Хотя партизаны отвергли предложение перейти под четническое командовние, Михайлович и Тито ещё раз согласились, что борьба с оккупантами должна вестись совместно. Однако, как отмечает Мира Радоевич, ни одна из сторон не была искренней в своих заявлениях. Коммунисты были убеждены в быстром окончании войны «победой Советов» и распадом антигитлеровской коалиции, что открывало возможность перехода ко «второму этапу» войны — расправе с классовыми противниками и врагами революции, как условию завоевания власти. Эта уверенность вызвала «безразличие к репрессиям и экзистенциальному моменту сербской нации и даже крупномасштабные немецкие репрессии не изменили их ориентацию». Четники понимали цели партизан и видели в них своих главных врагов. Поэтому гражданская война продолжилась.

### Военно-четнические отряды Михайловича на рубеже 1941/1942 годов
25 ноября 1941 года две усиленные немецкие пехотные дивизии — 342-я и 113-я — начали завершающую операцию удушения сербского восстания под условным названием «Ужице». 28 ноября был взят Горни-Милановац, а к 29 ноября боевая группа 113-й дивизии подошла на расстояние броска к городу Ужице. Ценой гибели рабочего батальона Ужицкого партизанского отряда, оборонявшего подступы к городу на холме Кадиняча, удалось задержать немецкое продвижение на несколько часов, что позволило эвакуировать Верховный штаб и раненых партизан буквально из под носа наступающих немцев. В последующие 5 дней остатки партизан оторвались от преследования и ушли за реку Увац в Санджак, в относительно безопасную итальянскую оккупационную зону.

Один из вариантов чёрных флагов с изображением Адамовой головы, используемых военно-четническими отрядами в дни восстания

После разгрома партизан, новый командующий силами вермахта в Сербии генерал Бадер провёл молниеносную, но безуспешную операцию с условным названием «Михайлович» с целью уничтожения силами 342-й пехотной дивизии штаба четнических отрядов на Равна-Горе. Узнавший 5 декабря, предположительно от Ачимовича и Мушицкого, о скорой немецкой операции, Михаилович принял решение рассредоточить имевшиеся силы, чтобы избежать фронтального столкновения с неприятелем. В итоге, ценой самопожертвования командира бригады майора Мишича, выдавшего себя за предводителя равногорцев, Михайловичу и оставшимся четникам удалось избежать захвата и спастись. 8 декабря немецкое командование в Сербии объявило за голову «вождя разбойников и бунтовщика Д. Михаиловича» вознаграждение в 200 тыс. динаров. Михайлович стал первым руководителем европейского движения Сопротивления, за которого было назначено денежное вознаграждение.
Для равногорского движения в Сербии итогом немецкого наступления стал распад в конце 1941 года значительной части четнической армии. Отдельные группы четников спаслись уходом в соседние районы Боснии. Видя это Михайлович пришёл к выводу, что результаты не оправдывают огромных людских жертв. Главной целью Михайловича в это время стало сохранение четнических сил. Чтобы сберечь армию и мирных жителей, было решено значительно сократить военную деятельность. Как пишет Коста Николич, такую политику Михайловича поддержали британские военные власти. Часть четников была легализована в составе Сербской государственной стражи и других отрядах Недича, часть перешла на нелегальное положение, в то время как большинство четников — участников восстания были просто распущены по домам. Лишь небольшие отряды — часто региональные командиры с несколькими десятками людей — продолжали существование в отдельных местностях, укрываясь в зимние месяцы от оккупационных войск и недичевских формирований и только иногда вступая в столкновения с ними. Сам Михайлович с небольшим сопровождением тоже пребывал на нелегальном положении, переходя из одного села в другое. В то же время равногорцы продолжали атаки на партизан. Наряду с уклонением от столкновений с вермахтом, это использовалось коммунистами для обвинения четников в сотрудничестве с врагом. Ясность в отношениях двух движений Сопротивления была в значительной степени внесена на рубеже 1941/1942 годов. 30 декабря Михайлович объявил, что с партизанами не может быть никакого сотрудничества, потому что они борются против династии и их целью является социалистическая революция, которая никогда не может быть целью четников. Как пишет историк из Берлинского университета имени Гумбольдта Занела Шмид: «Оба движения к этому моменту осознали, что их цели были диаметрально противоположны друг другу и после войны только одна сторона могла выйти победителем».

## ЮВуО в период до капитуляции Италии (январь 1942 года — август 1943 года)

### Четническое движение и антигитлеровская коалиция. Сотрудничество Михайловича с эмигрантским правительством и англичанами
В сентябре 1941 года Михайлович установил радиосвязь с англичанами и югославским эмигрантским правительством. Черчилль и союзники, заинтересованные в контроле над югославским Сопротивлением, были склонны поддерживать равногорское движение. В Англии и США была развёрнута кампания популяризации Михайловича как героя Сопротивления. 15 ноября югославский премьер-министр генерал Душан Симович объявил по радио о назначении Драголюба Михайловича лидером национального Сопротивления. Предупреждая, что подходящий момент для «решающего боя» ещё не наступил, Симович призвал всех участников югославского Сопротивления сплотиться под командованием Дражи Михайловича, командующего всеми вооружёнными силами в стране.
Вместе с тем начавшийся вооружённый конфликт между партизанами и четниками породил возникновение так называемого «югославского вопроса» в антигитлеровской коалиции. Начало ему положила просьба Михайловича о дипломатической помощи, адресованная эмигрантскому правительству, когда его штаб на Равна-Горе был окружён партизанами. Вслед за этим представители югославской дипмиссии и посол Англии в СССР обратились к первому заместителю наркома иностранных дел Вышинскому с просьбой повлиять на партизан. Во второй половине ноября и начале декабря последовали новые обращения югославских и британских представителей к советским функционерам. Советская сторона уклонялась от ответов до начала января 1942 года. 5—6 января было заявлено, что «правительство СССР не считает целесообразным „вмешательство с его стороны в партизанские дела Югославии“». Той же позиции советская сторона придерживалась и в течение последующих месяцев. Так Москва фактически отвергла стремление англичан, не говоря уже о югославском правительстве в эмиграции, добиться подчинения партизан Михайловичу. Новый этап наступил в начале августа 1942 года, когда югославскому эмигрантскому правительству и англичанам была направлена советская памятная записка, составленная по материалам сообщений Тито генеральному секретарю ИККИ Димитрову, в которой Михайлович и его четники обвинялись в сотрудничестве с Недичем и итальянцами. Позднее эта же записка была вручена госдепартаменту США. Англичане и американцы не углублялись в оспаривание обвинений в адрес Михайловича, а в контактах с Москвой подчёркивали настоятельную необходимость принятия мер для прекращения борьбы между четниками и партизанами и создания их объединённого фронта против оккупантов. Английское предложение, выдвинутое перед правительством СССР в августе 1942 года и уточнённое в меморандуме от 9 марта 1943 года, заключалось в том, чтобы СССР воздействовал в этом смысле на партизан, а Великобритания — на Михайловича. Однако советская реакция была уклончивой. По заключению Леонида Гибианского, «СССР этим демонстрировал, в сущности, нежелание содействовать английскому предложению. Советская позиция и всё более очевидные успехи движения, руководимого КПЮ, постепенно вынуждали британское правительство склоняться к необходимости установления собственных контактов с партизанами».

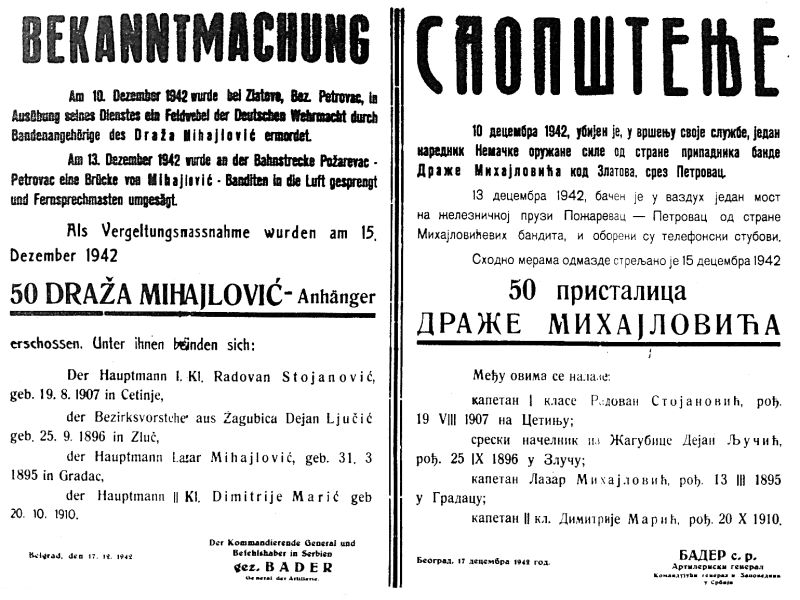
Немецкое извещение о расстреле 50 сторонников движения Дражи Михайловича за подрыв моста на Млаве на железной дороге Пожаревац — Петровац, декабрь 1942 года

Однако осенью — зимой 1941 года Михайлович был символом Сопротивления нацизму в Европе. Стратегические устремления Лондона совпадали с целями Михайловича и руководители Англии одобряли активность четников и оказывали им помощь. 7 декабря югославское правительство присвоило Михайловичу звание бригадного генерала. 11 января 1942 года Михайловича назначили министром армии, флота и авиации в новом правительстве Слободана Йовановича, а 19 января ему было присвоено звание дивизионного генерала. 10 июня король Петр потребовал от Слободана Йовановича, чтобы Верховное командование югославской армией было переведено на «оккупированную родину», а Михайловича назначили её начальником штаба. В этой связи 17 июня Михайлович был повышен в звании до армейского генерала .
1942 год был ознаменован активным сотрудничеством британских военных миссий с ЮВуО, особенно на территории Сербии, Македонии и Черногории. В основном действия четников касались подрыва коммуникаций, саботажа на железных дорогах и прекращения поставок полезных ископаемых в Германию. Вместе с тем, по заключению Косты Николича, отношение британского правительства к вооружённому Сопротивлению в Югославии изначально было противоречивым. Англичане недооценивали решимость и способность немецких войск подавить любое сопротивление оккупации. С другой стороны, переоценивалась воля и способность местного населения организоваться для борьбы с оккупантами. В таких обстоятельствах Михайлович и британцы на раннем этапе неправильно понимали друг друга. Лидер четников ожидал вторжения союзников на Балканы, тогда как британцы считали, что четническая армия может действовать как эффективная военная сила против вермахта. Когда же в Сербии разразилась гражданская война, только Михайлович потребовал прекращения конфликта. Британское правительство, хотя и поддерживало Михайловича, не разделяло его намерения бороться против коммунистов. Соответствующие инструкции направлялись Михайловичу, но никогда не давались партизанам. Таким образом Михайлович стал нести ответственность за действия другой стороны, не имея возможности на них влиять. Снабжение четнических войск зависело от прекращения боевых действий с партизанами, чего Михайлович не мог обеспечить самостоятельно. Британские требования поддержания Михайловичем единого фронта были невыполнимы. Ожидания англичан, что советское правительство повлияет на партизан, не оправдывались. Ещё одна трудность в поддержании сербского восстания заключалась в «ужасающих масштабах репрессий со стороны Германии против гражданского населения». Официальная британская позиция заключалась в том, что крупномасштабных действий пока предпринимать не следует. Такой подход соответствовал решению Михайловича поддерживать сопротивление низкой интенсивности, чтобы максимально избежать жертв среди гражданского населения. Однако среди британских чиновников были разные мнения на этот счёт. Так помощник заместителя министра в Министерстве экономического ведения войны Глэдвин Джебб (он же главный исполнительный директор УСО) не считал, что коммунистический саботаж нанёс вред сербам, не причинив вреда немцам. «Любой саботаж, писал он, беспокоил силы „оси“, а репрессии были палкой о двух концах: чем они были более жестокими, тем больше новобранцев присоединялось к движению Сопротивления. Джебб заключил: „Только подстрекая всю нацию убивать немцев и итальянцев, это восстание имеет какие-то шансы на сохранение себя“».
В 1942 году Черчилль долгое время положительно оценивал деятельность четников, в том числе акции против партизан. Однако постепенно Михайлович начал терять авторитет в глазах англичан. На первый план выдвигались политические соображения союзников и вопросы большой стратегии всё интенсивней волновали британского премьера. В свою очередь Сталин использовал «югославский вопрос» для давления на западных союзников летом 1942 года. В результате четники оказались в очень тяжёлом положении. Они вели непрекращающуюся борьбу с агрессорами, ожесточённую гражданскую войну, а также зависели от интересов лидеров антигитлеровской коалиции и их позиции относительно событий в Югославии. Летом — осенью 1942 года Москва развернула грамотную и продуманную пропагандистскую кампанию по дискредитации Михайловича, обвиняя его в сотрудничестве с итальянцами и немцами. Как пишет Сковородников, «нужно признать, что командующие отдельными сербскими отрядами действительно вступали в контакт с оккупантами, исходя из конкретных тактических соображений». Однако Михайлович оставался верен союзническим обязательствам, по крайней мере, вплоть до конца 1943 года.

### Развитие ЮВуО

Территория, контролируемая равногорскими четниками в 1942 году (отмечена розовым цветом)

В январе 1942 года военно-четнические отряды были переименованы в Югославскую армию на родине. Новое официальное название сохранилось до конца войны. Основной территорией четнической военно-политической активности в это время была Черногория и значительные районы в итальянской сфере оккупации НГХ.
В Сербии весной 1942 года началось некоторое оживление и восстановление четнических отрядов. Этот процесс происходил в условиях, когда при незначительной партизанской угрозе оккупанты могли сосредоточиться исключительно на организации Михайловича. Из-за своего численного превосходства немцы не видели необходимости вести переговоры или идти на компромиссы с сербскими четниками. В такой обстановке активность ЮВуО сводилась к отдельным спорадическим локальным стычкам с немцами и недичевскими вооружёнными формированиями, особенно с лётичевскими добровольцами, отдельным диверсионным актам и убийствам некоторых деятелей администрации Недича.
Проводить реорганизацию и расширение своей организации Михайловичу приходилось тайно. Основная структура армии была заложена Инструкцией № 5 от 14 февраля 1942 года (серб. Упутство број 5). В частности, инструкция закрепляла деление четнических формирований на 3 категории. «Третьи четы», включавшие мужчин в возрасте от 20 до 30 лет, предназначались для выполнения боевых задач и должны были оснащаться всем имеющимся оружием. Они фактически составляли действующие войска Михайловича на протяжении всей войны. Две другие возрастные группы (30—40 и 40—50 лет) занимались задачами тыла. ЮВуО была организована по территориальному принципу. Её подразделения были напрямую связаны с селом, общиной или районом (срезом). Каждый район имел свои собственные бригады, в свою очередь объединённые с ноября 1942 года в корпуса (согласно Трифковичу, в начале 1943 года), состоящие из двух, трёх или более бригад. Бригады обычно включали 3—5 батальонов и насчитывали около 250 вооружённых людей. Батальоны делились на 2—3 роты, а те — на взводы. Позднее были запланированы другие подразделения корпусной структуры: подразделения связи, инженерные, безопасности, логистические и вспомогательные. В конце 1943 — начале 1944 года корпуса объединили в группы корпусов, которые подчинялись региональным штабам, охватывающим всю страну (Центральное командование Сербии, Южное командование Сербии и т. д.).

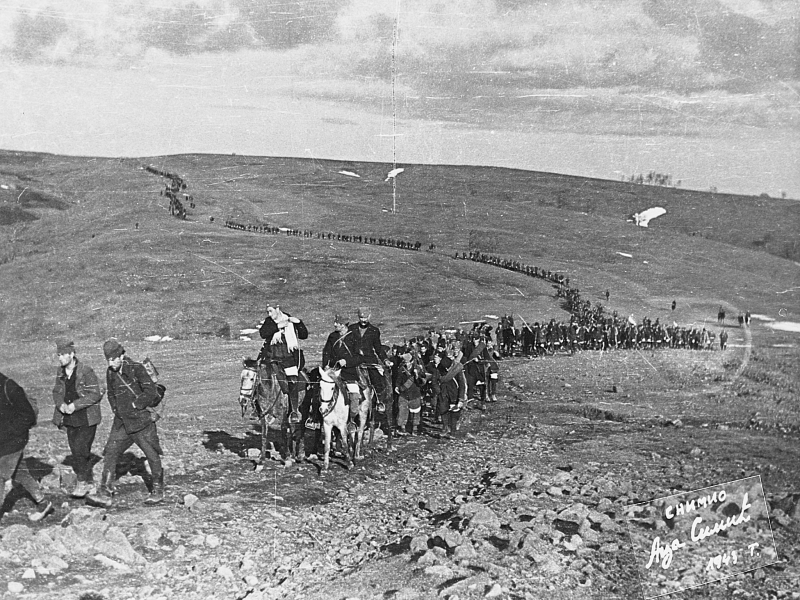
Марш четников 2-й Равногорский копус (четники) и Расинский корпус (четники) корпусов, идущих через Пештерское плоскогорье на помощь войскам генерала Михайловича в Черногории, май 1943 года

Однако, и после принятых мер ЮВуО, по своей сути, оставалась милицией. Хотя с конца 1941 года равногорское движение распространило свою организацию на большую часть югославской территории, оно так и не стало единым. Нехватка оружия, трудности со снабжением и проблемы безопасности ограничивали военную силу её активного ядра. Отдельный корпус мог иметь от нескольких сотен до 3 тысяч боеспособных солдат. Боевые возможности армии сильно снижались нехваткой тяжёлого вооружения и боеприпасов (24—40 патронов на винтовку, 150—200 на пулемёт). Одной из проблем было отсутствие прочной воинской дисциплины. Самым слабым местом ЮВуО был её офицерский корпус. За Михайловичем, признанным лидером равногорского движения и популярным Чичей (в переводе на русский дядя, дяденька), стояли местные командиры, иногда самоинициативно называвшиеся воеводами, среди которых были и патриоты — антифашисты, но и «головорезы, погрязшие в преступлениях против собственного народа и сотрудничестве с немцами». Как подчёркивает Гай Трифкович, небрежный стиль руководства Михайловича, явно территориальный характер армии и отсутствие активности способствовали развитию полевого командирства. Споры были частыми и иногда заканчивались трагически: полковник Еврем Симич, один из главных подчинённых генерала, был убит во время инспекционной поездки в начале 1944 года. Каждый местный командир единолично правил своей вотчиной, куда, по сути, никто не мог войти без его разрешения, будь то частное лицо или дружественный отряд из соседнего района, преследующий партизан. Исключением были Драгутин Кесерович (согласно Джиласу, один из немногих, «кто заслужил уважение партизан») и Радослав Джурич, создавшие относительно эффективную и дисциплинированную боевую силу в южно-центральной и южной частях страны.
Отношения четнических отрядов к борьбе и оккупантам различалось в разных краях страны, в зависимости от определённой среды и её потребностей. Фактически военные действия направлялись до капитуляции Италии против партизан и сил НГХ. Значительная часть четнических действий выражалась в физических расправах над хорватским и особенно мусульманским населением.

### Четники за пределами Сербии

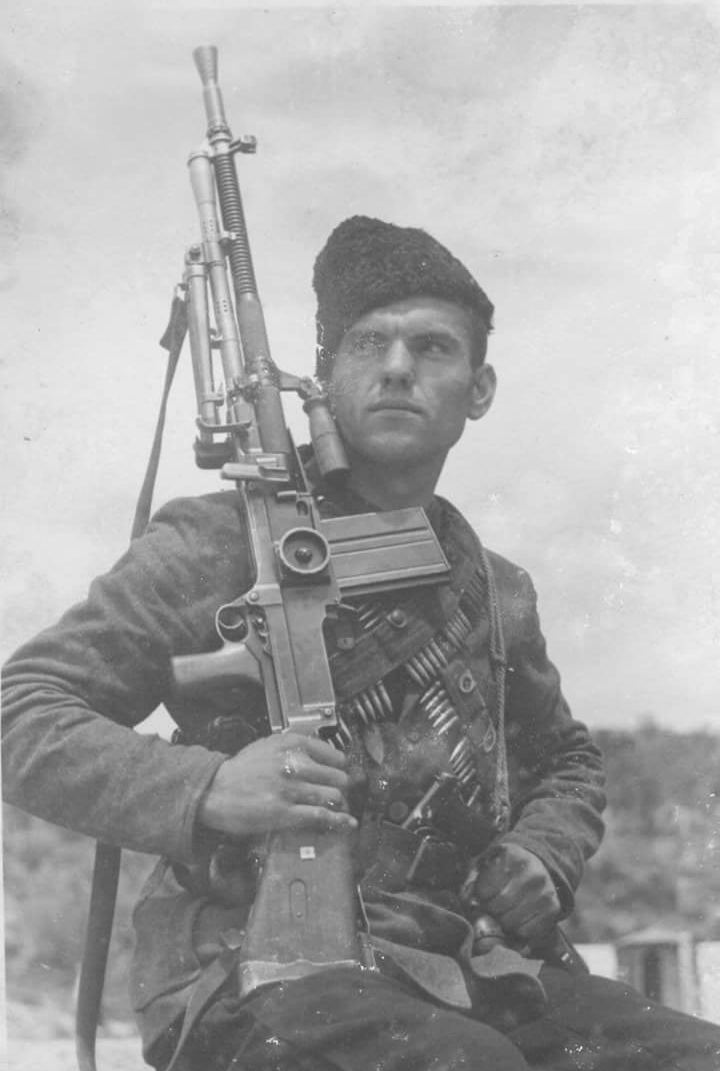
Четник Динарская дивизия из села Горня-Сувая, Лика, 1943 год

Назначение Михайловича военным министром Югославии и начальником штаба Югославской армии на родине обязывало его превратить массу сербских националистических отрядов в организованное общенациональное движение Сопротивления на оккупированных югославских землях, способное интегрировать свою деятельность в стратегические планы антигитлеровской коалиции. Однако, по заключения историка Саймона Трю, это оказало очень мало влияния на черногорцев и сербов-пречан и практически никакого влияния на хорватов, словенцев и другие меньшинства. Причину такого положения историк видел в закрепившихся ещё в довоенное время национальных разногласиях, усугублённых теперь усташским террором против сербов и четническим контртеррором против хорватов и мусульман. В условиях оккупированной и разделённой страны национальная рознь делала сотрудничество между ЮВуО и другими югославскими народами маловероятным. Ни Михайлович, ни эмигрантское правительство не смогли дать несербскому населению ни политического руководства, ни какой-либо объединяющей идеи, ни чего-то существенного для совместной вооружённой борьбы под их началом.
За пределами Сербии, в областях, где не было массовых сосредоточений сербского населения, небольшая и маловлиятельная организация четнического равногорского движения возникла только на территории Люблянской провинции (часть Словении, аннексированная Италией). Здесь её нередко называли «голубой гвардией». Всё остальное четническое движение вне Сербии было по этническому составу участников сербским. В Сербии и Люблянской провинции четническое движение сохранило все элементы довоенной армии и фактически было её партизанским ответвлением. Вместе с тем в районах с сербским населением на территории НГХ в ответ на усташский террор с июня 1941 года сформировались различные отряды четников, которые долгое время находились без какой-либо связи с командованием Михайловича. Лишь с конца 1942 года и в течение 1943 года значительная часть таких формирований вошла в состав ЮВуО, но они значительно отличались от сербских из-за обстановки на местах, противников, тактики выживания и подчинённости разным командирам. Похожая обстановка наблюдалась и в Черногории. Все эти, по сути, сербские национальные силы, признавали верховенство генерала Михайловича (государства и короля), но во многих случаях проводили автономную политику — главным образом продиктованную местными условиями. Присутствие генерала Михайлович в этих регионах (июнь 1942 — июнь 1943 годов и октябрь 1944 — март 1946 годов) не укрепляло сплочённость боснийских, герцеговинских, черногорских и других частей ЮВуО и не устраняло региональные различия, усиленные темпераментом или характером разных местных командиров.

### Четнический террор против партизан и их сторонников
Разразившаяся с поздней осени 1941 года гражданская война сопровождалась террором четников против партизан, а также их сторонников, проводившимся при каждом удобном случае, независимо от истинности обвинений, национальности и религиозной принадлежности репрессируемых лиц. В свою очередь партизаны ответили четникам своим террором. При этом в период «левого уклона» в народно-освободительном движении, примерно с декабря 1941 по май 1942 года, в ряде регионов отмечались также случаи применения партизанского террора против людей, которых считали потенциальными врагами в силу их классового положения даже если они не были четниками или коллаборантами. Таким образом, по заключению Йозо Томашевича, «родился ужасный цикл террора и контртеррора», продолжавшийся всю войну и даже после её окончания.
Причину этого Коста Николич и Небойша Стамболия видят в том, что многие четнические офицеры рассмартивали террор как наиболее эффективный способ искоренения коммунизма в Сербии. Однако это имело только отрицательные последствия. Коммунистические идеи были неизвестностью для большинства сербского народа. Будучи по своей сути демагогическими и привлекательными, они часто были близки к понятным для людей религиозным принципам и обещали социальный рай. Равногорское движение не могло адекватно противостоять коммунистической пропаганде, поэтому стремилось бороться «огнём и мечом». Как заключают Николич и Стамболия, четнический террор против партизан и их сторонников стал одной из основных ошибок равногорского движения.

### Четнический «тактический коллаборационизм» с итальянцами
Сотрудничество четников Михайловича с итальянскими войсками в их зоне оккупации происходило с конца 1941 года. В январе 1942 года назначенный Михайловичем в качестве командующего четническими отрядами в Полимле и черногорском Санджаке капитан Павле Джуришич начал сотрудничать с итальянцами и в первой половине того же года получил от них большое количество оружия и боеприпасов. Помощь также включала временное, а иногда и безвозвратное, предоставление четникам артиллерии. Штаб Джуришича с согласия итальянцев располагался в контролируемом ими Колашине. Как пишет историк Милан Раданович, о коллаборационизме Джуришича было известно Михайловичу. 18 апреля 1942 года он наставлял его: «Зачищайте коммунистов везде, где только можете, избегайте [нападений] на итальянцев и используйте косвенно всё, что можно извлечь из них».
Главным интересом и четников и итальянцев была взаимопомощь в борьбе с партизанами. На этой основе четнические командиры в итальянской зоне оккупации НГХ сотрудничали с итальянскими властями и получали взамен разнообразную военную и материальную помощь. Историк Занела Шмид отмечает: «Они рассматривали это как тактическое сотрудничество, которое должно помочь им установить после войны собственный порядок. Сам Михайлович санкционировал вступление четников в созданную итальянскими оккупантами Антикоммунистическую добровольческую милицию (МВАК) и заявлял подчинённым: „Мы хотим обмануть итальянцев для достижения наших целей. Они коварны, но мы должны быть хитрее их“. Это означало, что поддержка итальянцев дала четникам возможность сражаться с их врагами во время войны, создавая позиции для послевоенных переговоров».
Большинство сил четников в итальянской зоне военной ответственности НГХ были легализованы с лета 1942 года и в первой половине 1943 года в качестве итальянских вспомогательных войск в составе МВАК, возглавляемой воеводой Илией Трифуновичем-Бирчанином.
В Черногории четнические группировки, объединённые под командованием генерала Блажо Джукановича, заключили 24 июля 1942 года соглашение о сотрудничестве с итальянским военным губернатором генералом Пирцио Бироли, которым были признаны два «летучих отряда» четников (аналогичных подразделениям, входившим в МВАК) каждый по 1500 человек под непосредственным командованием капитана Павле Джуришича и полковника Байо Станишича. Тактическое сотрудничество с итальянцами способствовало укреплению черногорского четнического движения в течение почти года — с июня 1942 года до апреля 1943 года. Оно контролировало сельскую местность, позволяя итальянцам сосредоточиться на сохранении своей власти в городах. В дополнение к 3500 четникам, легализованным в рядах МВАК, части ЮВуО в Черногории насчитывали в несколько раз больше вооружённых людей, не состоявших в итальянских вспомогательных войсках.
Правительство усташей было против итальянской политики сотрудничества с четниками, но по условиям итало-хорватского договора о выводе около половины итальянских сил из II и III оккупационных зон, подписанного в Загребе 19 июня 1942 года, оно должно было взять на себя содержание четнической антикоммунистической милиции с оговоркой, что четники признают суверенитет НГХ. Сотрудничество с четниками стало одним из главных камней преткновения в отношениях между Италией и НГХ и вызывало многочисленные протесты усташей, направляемые командованию 2-й армии, итальянским представителям в Загребе и властям в Риме. На это итальянская сторона заверяла хорватов во временном характере сотрудничества, «пока не будут ликвидированы партизаны, а затем и с четниками будет покончено».

### Сотрудничество боснийских четников с немцами
К весне 1942 года силы повстанцев в Восточной Боснии разделились на враждебные стороны: четников и партизан. Основными участниками повстанческих отрядов в регионе были крестьяне — сербы, взявшиеся за оружие не по иделогическим убеждениям, а из-за усташского террора. Так как влияние КПЮ в регионе до начала восстания было незначительным, к руководству большинства создававшихся отрядов пришли в основном представители прежней югославской королевской администрации. Наиболее известным из них был жандармский майор Ездимир Дангич, контролировавший Власеницкий, Сребреницкий и часть Зворникского района (котара). Некоммунистические повстанцы по традиции именовали себя четниками. Консолидированные под командованием Дангича четники формально присоединились к равногорскому движению Михайловича, но сохранили автономность. Вооружённой борьбе между партизанами и четниками, начавшейся в Восточной Боснии с приходом сюда партизанской группировки во главе с Тито, помешала немецко-хорватская контрпартизанская операция «Юго-Восточная Хорватия». Однако немецкое наступление только отложило ненадолго междоусобную войну. При этом в ходе немецкой операции обе повстанческие силы действовали отдельно, а четники уклонялись от боевых действий с немцами и предприняли неудавшуюся попытку договориться с ними о перемирии с тем, чтобы продолжить борьбу с партизанами.
Отступив в ходе операции «Юго-Восточная Хорватия» в итальянскую зону военной ответственности в НГХ, партизанская группировка во главе с Верховным штабом (ВШ) взяла в начале февраля под свой контроль город Фочу, ставший военно-политическим центром народно-освободительного движения на последующие три месяца. В марте 1942 года ВШ образовал оперативную группу под командованием Кочи Поповича в составе 2-й и большей части 1-й Пролетарских бригад и направил её на север, в район, котролируемый четниками Дангича. Оперативная группа Поповича нанесла четникам ряд поражений и овладела 16 марта их временным центром — городом Власеница. Большинство четников из разбитых подразделений перешло на сторону партизан.
Раскол в сербском движении Сопротивления поставил четников и их сторонников в Восточной Боснии к северу от демаркационной линии в угрожающее состояние войны на два фронта: против немецких и усташско-домобранских войск, а также партизан Тито. В этой обстановке командующий четническими силами в Восточной Боснии майор Дангич предпринял в период января — апреля 1942 года переговоры с Недичем и командующим немецкими войсками в Сербии генералом Бадером и тайно договорился о сотрудничестве в борьбе против партизан. Предусматривалось, что четники не будут вести военные действия против немцев в Северо-Восточной Боснии, а в ответ германская сторона признавала «определённые прерогативы» четников в этом районе и снабжала их вооружением и боеприпасами. Данный проект вызывал возражения властей НГХ и в руководстве Германии и окончился неудачей, а самого Дангича немцы по указанию свыше арестовали и отправили в лагерь для военнопленных. После этого местные четнические командиры стали искать сотрудничества с властями НГХ.

### Коллаборационизм боснийских четников с НГХ
После неудачной попытки Дангича найти способ сосуществования с немцами в Восточной Боснии, местные четнические командиры стали искать возможность обезопасить себя со стороны властей НГХ и достичь соглашения с ними по принципу «живи и дай жить другим». Несмотря на принципиальные идеологические расхождения, наличие общего врага — партизан — разрушило все препятствия для сотрудничества между многими четническими отрядами и усташами.

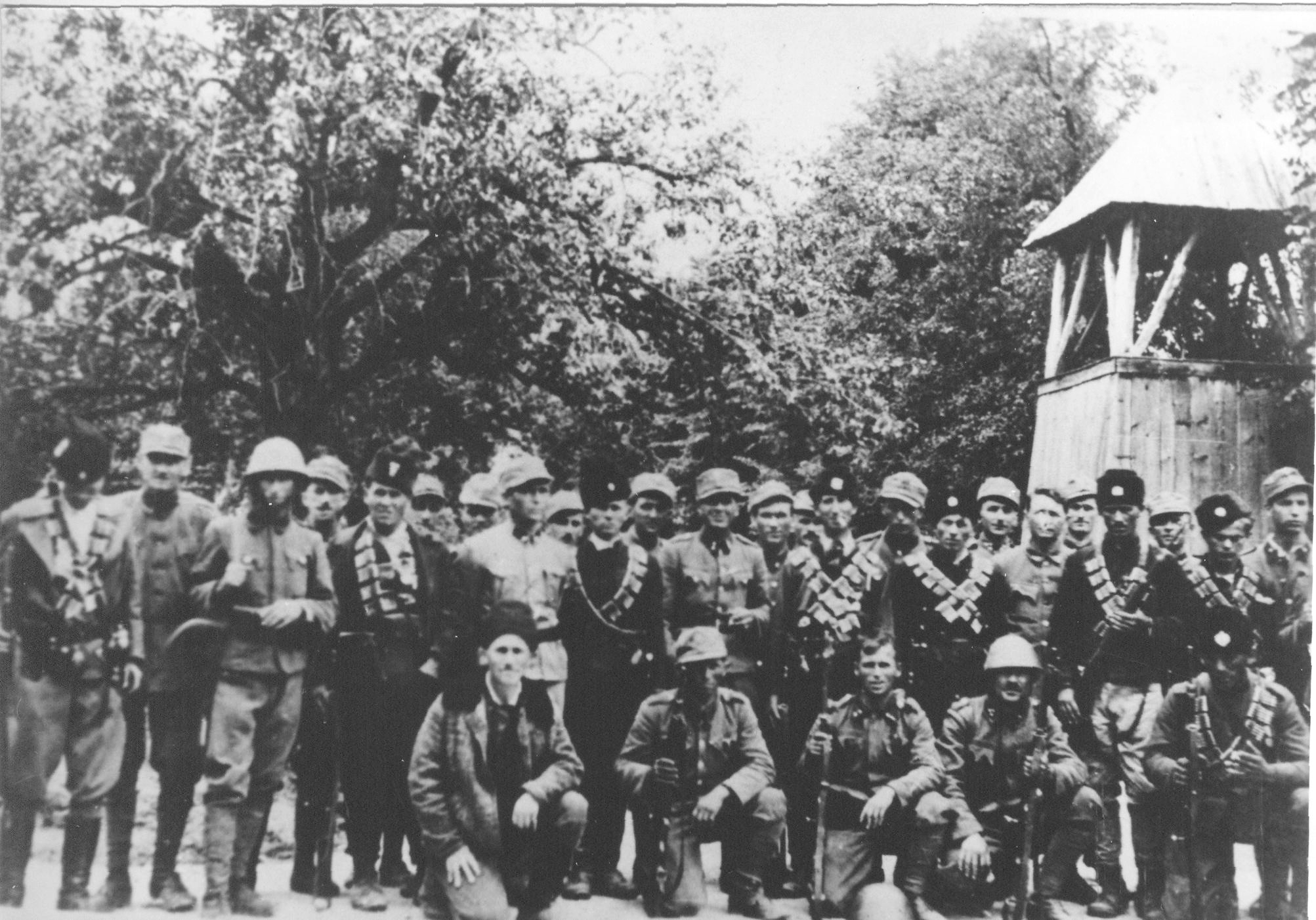
Четники и хорватские домобраны

В период с мая 1942 года по январь 1943 года были подписаны ряд соглашений между командованиями четнических отрядов и представителями усташского режима, действующими в районах реки Босны и железной дороги Сараево — Брод, Средней и Северо-Западной Боснии, а также в Восточной Боснии. Четники обязались прекратить все военные действия против военных и гражданских властей усташского государства. Власти НГХ обязывались установить в четнических районах постоянную администрацию, а отряды четников обещали помощь в нормализации общих условий. Пока сохранялись чрезвычайные обстоятельства, руководители четников должны были осуществлять административную власть на своих территориях под контролем органов НГХ. Формирования четников также обещали вовремя сообщать о самостоятельных действиях против партизан хорватскому военному командованию, а оно, в свою очередь, снабжать четников необходимыми боеприпасами, обеспечивать лечение раненых в военных госпиталях НГХ и предоставлять вдовам и сиротам четников, погибших в борьбе с партизанами, государственную финансовая помощь в размере, предусмотренном для солдат НГХ.
Соглашения с четниками были поддержаны немцами. Поскольку хорватские усташско-домобранские войска в районе военных операций находились с января 1942 года под немецким командованием, а боснийская территория между рекой Савой и демаркационной линией с октября 1942 года стала зоной военных операций под германской военной властью, это сотрудничество было также косвенно сотрудничеством четников с немцами. В докладе от 16 ноября 1942 года представителя вермахта в НГХ генерала Глайзе-Хорстенау командующему силами вермахта на Юго-Востоке указывалось, что соглашение с правительством НГХ по принципу «живи и дай жить другим» имели около 10 тысяч боснийских четников.

### Британское командование и четнический коллаборационизм
Уже в конце 1942 года британскому командованию было известно о сотрудничестве четников с итальянцами, Недичем и хорватским усташским режимом, а через них и с немцами. До того, как Средиземноморский театр военных действий (ТВД) стал ареной важных операций западных союзников, происходящее в Югославии не имело особого значения для Великобритании, поэтому сотрудничество четников с державами «оси» можно было игнорировать. Но после открывшейся осенью 1942 года перспективы высадки в Италии или на Балканах, и четническая, и партизанская деятельность стали вопросом, затрагивавшим стратегию западных союзников. Они пришли к выводу, что Михайлович и его силы не способны и/или не желают играть предназначенную для них роль, пока союзники не высадятся на Адриатическом побережье или в Греции. С конца декабря 1942 года британское правительство как косвенно, через югославское эмигрантское правительство, так и напрямую, через свою военную миссию при командовании ЮВуО, настойчиво пыталось убедить Михайловича прекратить сотрудничество с врагом и борьбу с партизанами, и начать бороться против государств «оси». Но эти усилия не увенчались успехом.

### Четнический террор против мусульман и хорватов
Идеи членов ЦНК и белградского комитета о послевоенном устройстве Югославии, особенно активно продвигаемые Стеваном Мольевичем, предусматривали создание федерации сербской, хорватской и словенской автономий, в которой сербам отводилась главенствующая роль. Для этого к Сербии при освобождении страны от оккупантов надлежало присоединить с помощью четнических сил территории, принудительно «очищенные» от несербских жителей.
Как отмечает Леонид Гибианский, «подобный замысел означал ориентацию на то, чтобы на политику геноцида, которой подверглось сербское население в НГХ, а также в Косове и отчасти в некоторых других регионах, ответить там тоже мерами геноцида в отношении этносов и этнических групп — хорватов, мусульман, албанцев, венгров и некоторых других, — рассматривавшихся в качестве источника преступлений против сербов. Такого рода ориентация во многом соответствовала настроениям и в четнической военной среде, вплоть до самого Михайловича». В инструкции Михайловича от 20 декабря 1941 года, которая была дана командирам четнических отрядов в Черногории, подчеркивались в качестве основных целей равногорского движения «создание Югославии, а в ней — „этнически чистой“ Сербии в границах, которые бы включали, кроме самой Сербии, также Черногорию, Боснию и Герцеговину, Срем, Банат и Бачку. Причём указывалось, что это должно быть достигнуто при „чистке Санджака от мусульманского населения и Боснии от мусульманского и хорватского населения“, как и вообще при „чистке государственной территории от всех национальных меньшинств и ненациональных элементов“».
На практике значительную часть действий четнических воинских формирований составляли физические расправы над хорватским населением в местах смешанного проживания с сербами и особенно мусульманским населением в Боснии и Герцеговине и Санджаке. Аргументировалось это, «как ответ или месть за аналогичные действия хорватов и мусульман против сербских жителей». По заключению Леонида Гибианского: «Происходила взаимоуничтожающая этническая война, противником которой выступало движение, руководимое коммунистами».
Одной из ранних физических расправ стала серия массовых убийств мусульман на юго-востоке Боснии, произошедшая в декабре 1941 и январе 1942 года. Особенно большой масштаб они имели в районе Фочи, где, по сведениям Йозо Томашевича, вероятно, было убито более двух тысяч человек. Восточная и Юго-Восточная Босния стали местом обоюдного террора усташей против сербов и террора четников против мусульманского и хорватского населения. Вспышки четнического террора против мусульман в районе Фочи произошли также в августе 1942 года, а самый жестокий четнический террор произошёл в Санджаке и на юго-востоке Боснии в январе — феврале 1943 года, когда четники Павле Джуришича совершили два рейда на мусульманские поселения, в ходе которых были убиты около 10 тысяч мирных мусульман, в основном женщин и детей. Йозо Томашевич приводит отчёт четнического Верховного командования от 24 февраля 1943 года о карательных мерах «в связи с агрессивным отношением мусульман, которые сжигали сербские деревни и убивали сербских животных». Согласно сообщению, в начале января и снова в начале февраля четнические подразделения предприняли так называемую «операцию зачистки» против мусульман сначала в районе Биело-Поля, а в феврале в районе Чайниче и части района Фочи на юго-востоке Боснии, а также в общине Плевля в Санджаке. Потери четников были минимальными, потери мусульман оценивались примерно в 10 тысяч человек. Клаус Шмидер допускает, что эти погромы не происходили по прямому приказу Михайловича, однако историк считает, что речь, произнесённая Михайловичем 28 февраля 1943 года в Липово (Черногория), свидетельствует о приоритете четнической этнической борьбу против хорватов и мусульман над сопротивлением оккупантам. Акции мести хорватскому и мусульманскому населению превращали эти национальные группы в противников ЮВуО.
Здравко Диздар приводит данные Владимира Жерьявича о возможной численности жертв четнического геноцида: 33 тыс. мусульман и 32 тыс. хорватов (20 тыс. в Хорватии и 12 тыс. в Боснии и Герцеговине). При этом историк отмечает значительные расхождения в многочисленных источниках в отношении оценок количества жертв и допускает, что данные Жерьявича могут быть заниженными.

### ЮВуО во время операций «Вайс» и «Шварц»
К началу 1943 года потенциал четнических войск Дражи Михайловича по численности и контролируемой ими территории казалось бы как минимум был не меньше, чем у НОАЮ, а немецкое командование, переоценивая силы четников, усматривало исходящую от них угрозу как большую, чем от партизан Тито. В то же время вооружённая борьба между двумя противоборствующими силами югославского Сопротивления приближалась к своей кульминации и проистекала в сложной взаимосвязи с действиями германских и итальянских оккупантов, согласовавших в декабре 1942 — январе 1943 годов в ходе серии совещаний на уровне военно-политического руководства проведение совместных масштабных операций под условным названием «Вайс» с целью ликвидации как четников, так и партизан. При этом особенность плана сил «оси» заключалась в том, что сначала, при итальянском содействии, договорились использовать равногорцев против партизан, а после ликвидации партизанских сил, провести разоружение четников германскими войсками.

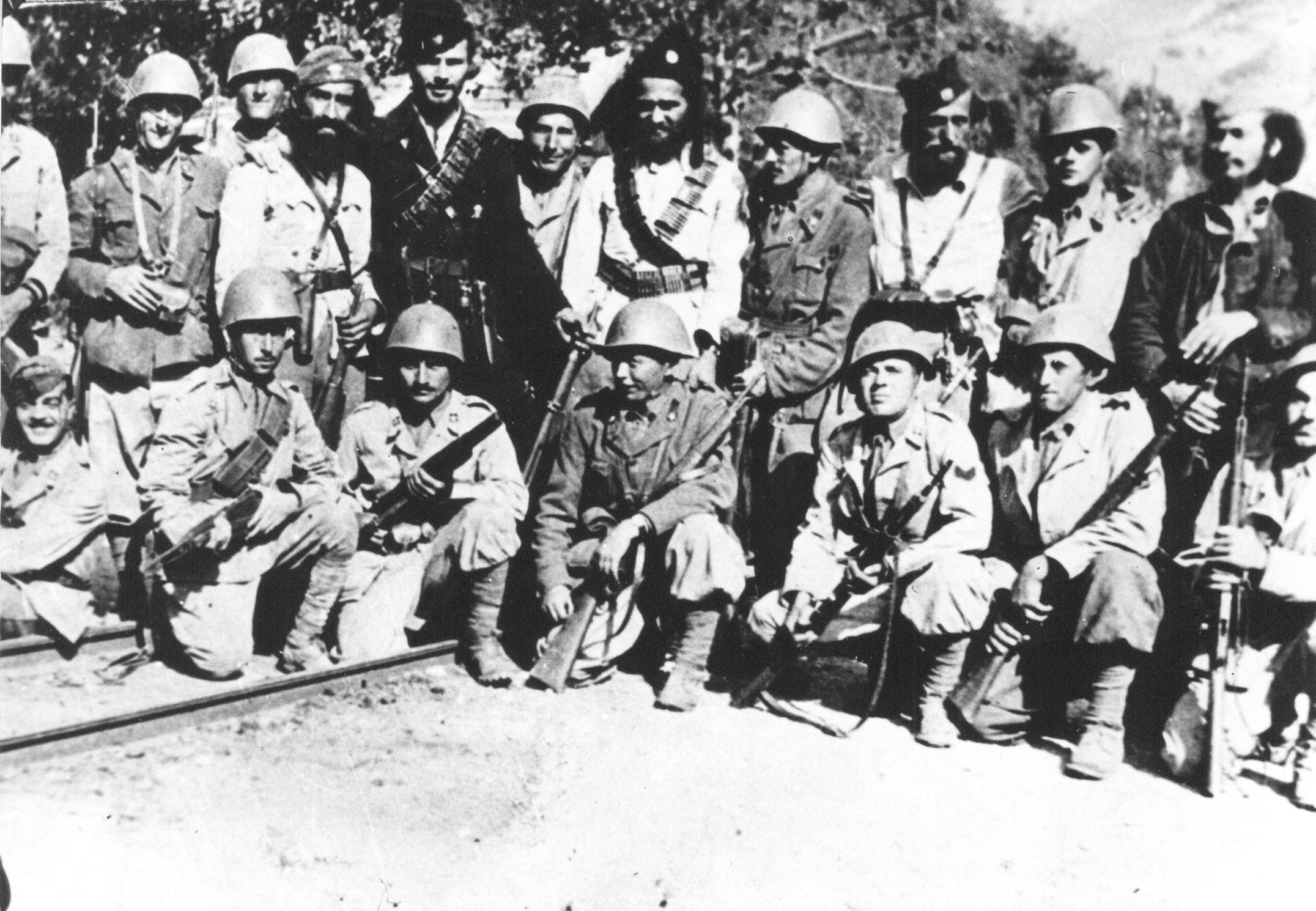
Четники и итальянцы в Ябланице, 1943 год

Командование ЮВуО не знало о грядущей угрозе. Для четников борьба против партизан оставалась приоритетной, поэтому с разрешения итальянцев (как подчеркивает Алексей Тимофеев, глагол «разрешили» несколько раз использует Джуришич в переписке с Михайловичем), они спланировали поход в Боснию. Для участия в операциях против главных сил НОАЮ Михайлович стянул крупные четнические силы из разных югославских регионов. В конце февраля около 12—15 тысяч четников были сосредоточены вблизи или на берегах Неретвы на пространстве от Мостара до Коница и далее на юго-восток вокруг городов Калиновик и Невесине, а войска воевод Петара Бачовича и Павле Джуришича продвигались к среднему течению Неретвы. Михайлович расчитывал, что в результате предпринятых действий сил «оси» и четников будет достигнут решительный и окончательный разгром основных партизанских войск и уничтожено коммунистическое руководстве народно-освободительного движения. Вместе с тем главной партизанской группировке во главе с Тито удалось с большими потерями вырваться из немецкого окружения в долине реки Неретвы и нанести сокрушительный удар по четническим силам. Потерпев в течение марта поражения на Неретве, затем при Чичево, у Главатичева, Невесиня и Калиновика, равногорские войска так и не преодолели этих потерь.

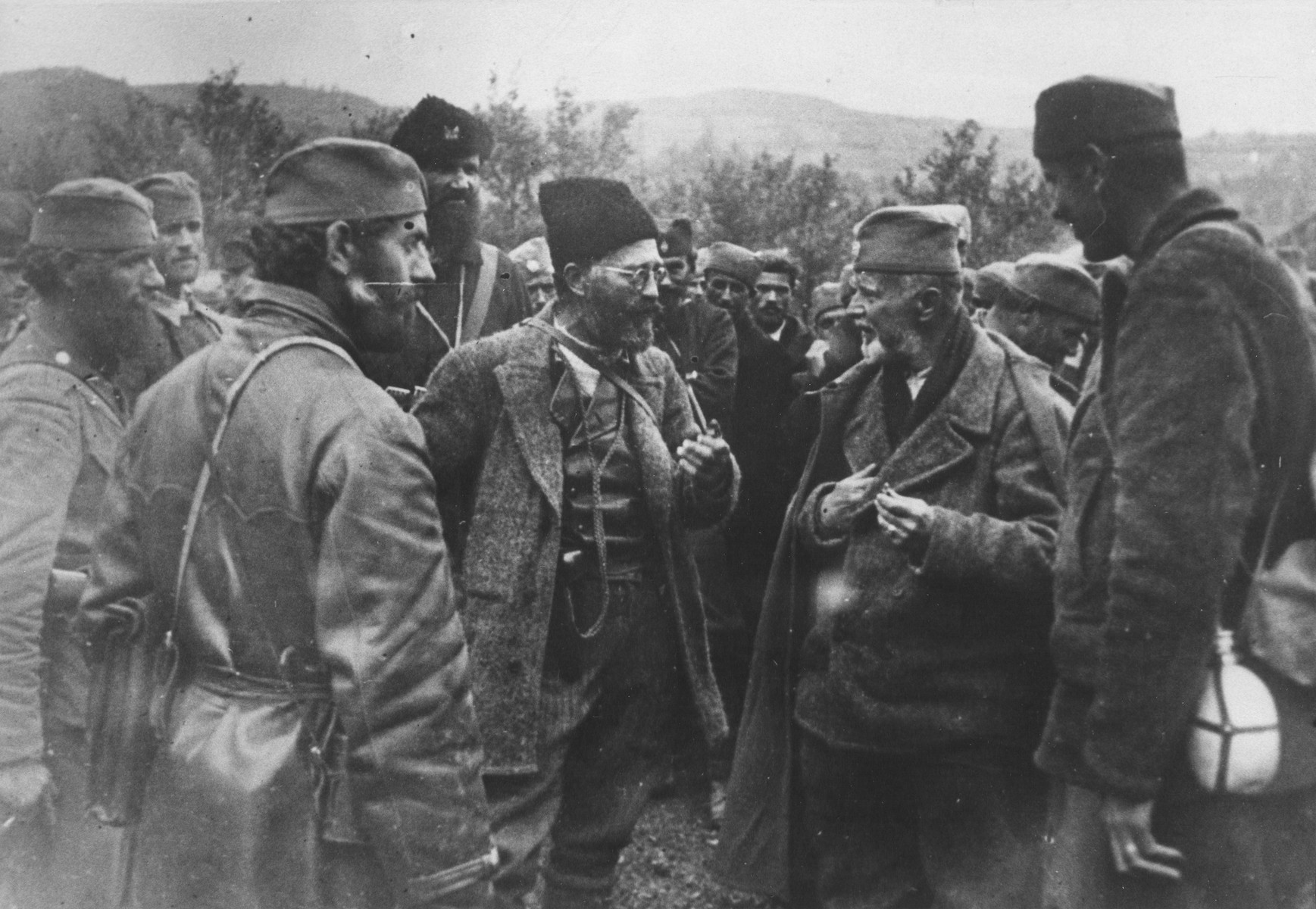
Капитан Предраг Ракович (второй слева), генерал Драголюб Михайлович и четнический идеолог Драгиша Васич (второй справа) после выхода из окружения во время операции «Шварц», долина Лима, май 1943 года

Следующий удар по четникам нанесли уже немецкие войска на начальном этапе операции «Шварц», призванной обеспечить ликвидацию сразу двух основных группировок непримиримых противников по гражданской войне, сосредоточенных на небольшой территории в Черногории. Одним из пунктов немецкого оперативного плана ставилась задача перехватить и уничтожить штаб Михайловича «со всеми его помощниками и офицерами связи». Этим, по мнению Клауса Шмидера, «действия против Михайловича даже получили более высокий приоритет». Реализуя оперативный замысел, немецкие войска стремительно вторглись в итальянскую зону оккупации, разоружили и пленили в период с 15 по 19 мая формирования Павле Джуришича, а также ряд четнических частей в Черногории и Боснии и Герцеговине. Сам Михайлович вместе с Верховным штабом ЮВуО спасся от захвата подразделением дивизии «Бранденбург» бегством в Сербию. Положение четников дополнительно усугубилось тем, что начальник Верховного командования вооружённых сил Италии генерал-полковник Витторио Амброзио отдал 12 июля 1943 года указание о роспуске до августа всех четнических подразделений. Так, итальянцы, оказывавшие ранее четникам военную помощь, начали разоружать их формирования в Черногории и Герцеговине отчасти из-за немецкого давления, а отчасти потому, что увидели малую пригодность четников для борьбы с партизанами и опасались их поведения в случае высадки западных союзников. Таким образом, как отметил Йозо Томашевич, «период четническо-итальянского сотрудничества и большой помощи четникам оружием, припасами и деньгами быстро подходил к концу», а власть и влияние четников за пределами Сербии были почти полностью сломлены.

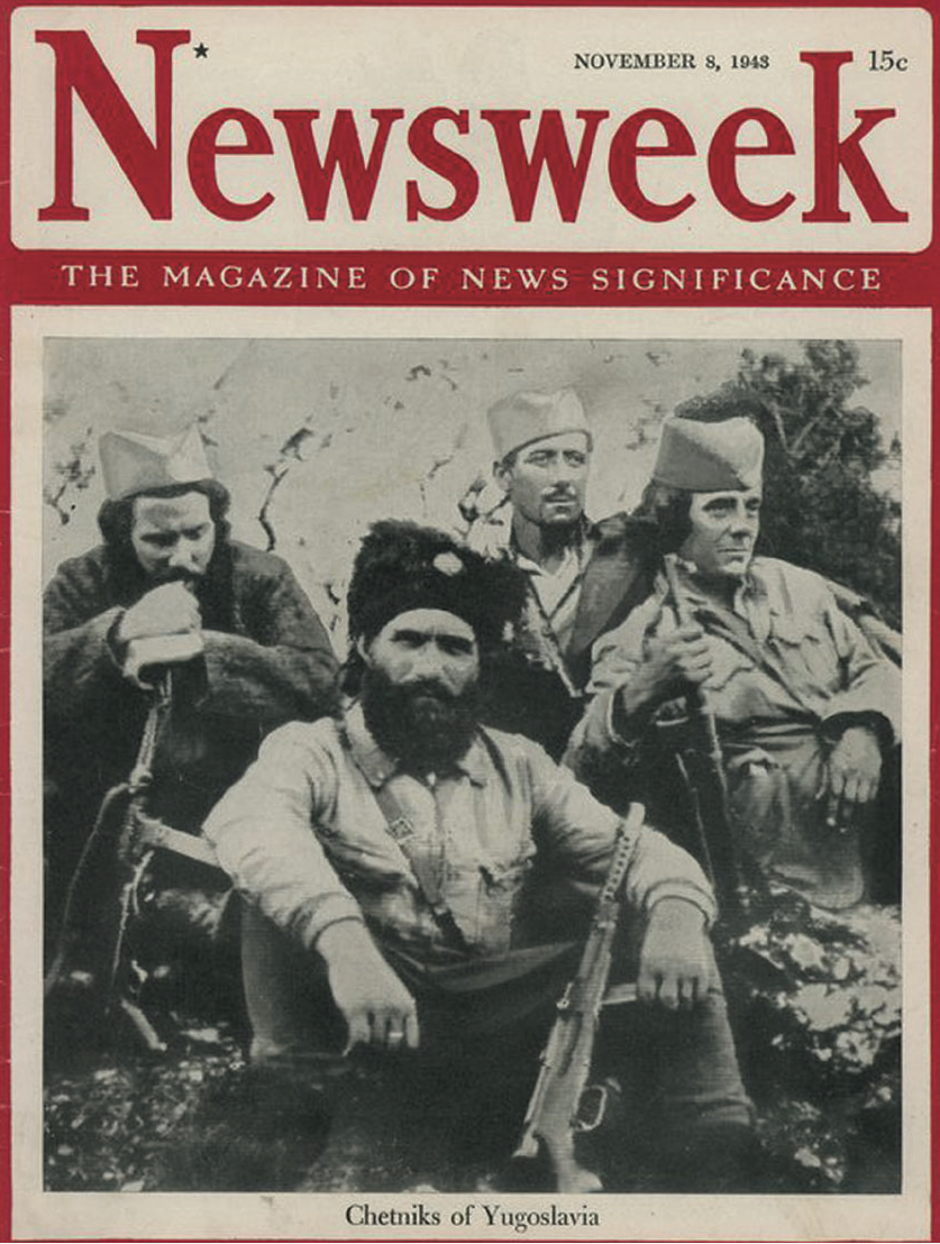
На фото с обложки журнала «Ньюсуик» от 8 ноября 1943 года изображены командиры Невесиньский корпус Югославской армии на родине, слева направо: Милое Лазаревич, Томо Гузина, Михайло Копривица и журналист Йован Лазаревич, член отдела пропаганды Верховного командования

По заключению сербских историков Предрага Баича и Мирьяны Зорич, поражение четников на заключительном этапе битвы на Неретве и сложившаяся военно-политическая обстановка в Югославии побудили премьер-министра Великобритании Уинстона Черчиля отправить в Верховный штаб НОАЮ военную миссию. В битве на Неретве коллаборационизм четников с державами «оси» достиг своей кульминации, что стало очевидным для англичан. Это явилось одной из причин последующей смены политических ориентиров западных союзников в Югославии, завершейся признанием НОАЮ в качестве союзной армии странами-участниками Тегеранской конференции.

## ЮВуО в период от капитуляции Италии до Битвы за Сербию (сентябрь 1943 года — август 1944 года)

### Капитуляция Италии и ЮВуО
Состоявшаяся в начале сентября 1943 года капитуляция Италии, а с ней и выход из войны участника, оккупировавшего значительную часть югославской территории, оказала неоднозначное влияние на события в Югославии. Капитуляция ожидалась Верховным командованием ЮВуО. В этой связи Михайлович и его штаб надеялись на открытие Второго фронта на Балканах, что позволило бы им начать всеобщее восстание в Югославии. Поэтому, предположительно, в июне 1943 года был разработан общий план мобилизации четнических отрядов в Черногории, Герцеговине и Санджаке с целью разоружения итальянских гарнизонов. 12 сентября Михайлович приказал постепенно активизировать там и в Восточной Боснии наступательные операции против немцев и обратился к эмигрантскому правительству в лице гнерала Петра Живковича повлиять на командование союзников, чтобы добиться помощи в вооружении. Однако помощь не пришла. Части ЮВуО попытались завладеть итальянским оружием и в ожидании высадки западных союзников предприняли усилия по занятию оставленных итальянцами определённых территорий в направлении Адриатического побережья. Хотя четникам Михайловича удавалось разоружать немалое число итальянских подразделений, а в ряде случаев привлекать некоторые из них на свою сторону, капитуляцией Италии гораздо лучше воспользовались партизаны, полностью или частично разоружившие несколько итальянских дивизий. Немецкие войска стремились помешать ЮВуО и НОАЮ захватывать итальянское оружие и припасы, нанося удары по одним и по другим. Со своей стороны обе антиоккупационные силы в одних случаях вступали в борьбу с вермахтом, в других уклонялись от столкновений. В свою очередь партизаны, получившие значительное количество вооружений и пополнившие свои ряды около 80 тысячами новых бойцов, успешно вытеснили затем четников из занятых ими районов.
Под ударами частей НОАЮ ряды четников в Черногории и Санджаке редели из-за убеждения, что их дело проиграно по вине союзников. Ситуация изменилась лишь с прибытием значительных немецких сил 118-й и 297-й пехотных дивизий, которые начали 18 октября наступление на Лим и Тару, а также продвижение к Андриевице и Беране, что вынудило штаб 2-го «Черногорского» корпуса НОАЮ отдать 21 октября приказ об отходе. По этому поводу участник событий Рудольф Перхинек сообщал 23 октября Михайловичу: «Немцы вошли в Колашин 21 октября. Коммунисты и прибывшие с ними итальянцы несут ужасные потери. Наши несколько осмелели и атакуют побеждённых коммунистов. Печально, но это так. Если бы немцы не бросили столько сил, нас бы здесь не было, потому что никто не хотел сражаться». Попытка Захарие Остоича атаковать 21 октября немцев и усташей в Восточной Боснии у Соколаца потерпела неудачу после удара партизан в четнический тыл, а усташей и немцев — с фронта.
По немецким оценкам, в конце 1943 года общая численность четнических сил составляла от 30 тысяч до 31 тысячи человек. Согласно Гаю Трифковичу, к концу 1943 года — началу 1944 года ЮВуО в Сербии насчитывала по немецким и американским оценкам 33 корпуса общей численностью от 20 до 35 тысяч вооружённых людей. В течение 1944 года силы четников увеличивались как в Сербии, так и на территории НГХ. Вместе с тем Клаус Шмидер отмечает, что четники — хотя и контролировали Сербию, но, как показали бои на Неретве весной 1943 года, в прямом военном противостоянии с партизанами не имели шансов на победу.

### Отношения с антигитлеровской коалицией
Летом 1943 года исход Второй мировой войны был фактически предрешён и открытым оставался лишь вопрос о сроках её окончания. Черчилля всё более заботили условия послевоенного мироустройства и место Великобритании в нём. Ко времени Тегеранской конференции Балканы рассматривались одним из наиболее приоритетных направлений британской дипломатии. Однако ни Великобритания, ни СССР не способствовали консолидации коммунистического и монархического движений Сопротивления в Югославии, напротив, их политика приводила к ещё большей эскалации напряжённости. Согласно Сковородникову, «Михайлович получал всё более противоречивые указания из Лондона; к тому же античетническая кампания в СМИ привносила свою долю нервозности в эти отряды, подталкивая их искать новые способы решения насущных проблем. Нередко это приводило к сотрудничеству с Недичем, итальянцами, а в некоторых случаях и с немцами». В итоге англичане сделали ставку на НОАЮ, так как дальнейшая поддержка ЮВуО и югославского эмигрантского правительства могла привести к «пагубным» последствиям для британской дипломатии. В этой связи ко времени Тегеранской конференции поддержка четников для Черчилля была уже не актуальной и он всё более склонялся к сотрудничеству с Тито.

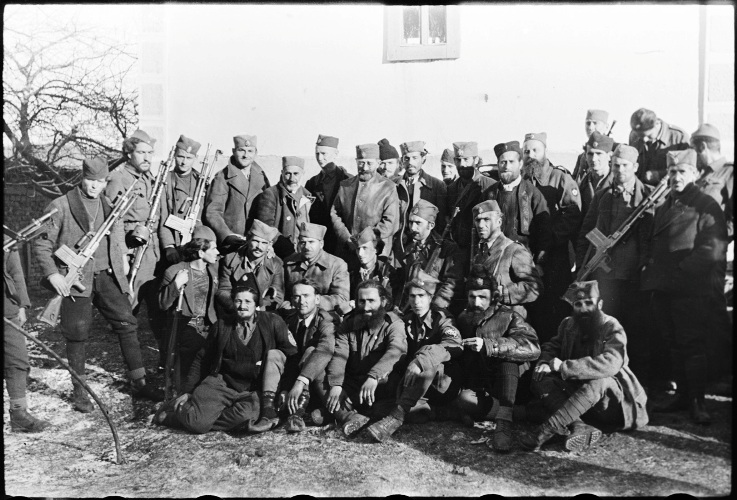
Генерал Драголюб Михайлович с гостями в день Святого Николая 19 декабря 1943 года в селе Горня-Оровица на горе Бобия (гора). Справа от Михайловича — доктор Стеван Мольевич

На Тегеранской конференции (28 ноября — 1 декабря 1943 года) руководители Великобритани, США и СССР приняли решение о военной поддержке НОАЮ. Обсуждался также постепенный вывод союзных миссий из четнических штабов. Таким образом Великобритания, по сути, отказалась от Михайловича в пользу новой «политики компромисса» в стремлении наладить сотрудничество между югославским эмигрантским правительством и Тито. К середине декабря вопрос об отзыве британской миссии при штабе ЮВуО и дистанцировании от Михайловича был почти предрешённым. Обсуждался вопрос: каким способом это следовало бы сделать. На ход и результат обсуждений в немалой степени повлиял эпизод с просьбой Верховного главнокомандующего союзными войсками на Средиземном море генерала Генри Вильсона к Драголюбу Михайловичу о подрыве не позднее 29 декабря двух мостов на железнодорожных линиях в Сербии, связывавших Белград с Грецией. В итоге диверсии не состоялись и за этим последовало решение англичан об отказе от продолжения отношений с Михайловичем. Леонид Гибианский отмечает мнение ряда историков, согласно которому неосуществление диверсий ничего не меняло и если бы четники взорвали мосты, результат оказался бы тем же, потому что Лондону был нужен только предлог. Так или иначе остаётся под вопросом, как бы поступили англичане, если бы Михайлович выполнил задание, имевшее роль теста. Невыполнение теста предоставило Лондону свободу действий.

### Светосавский съезд

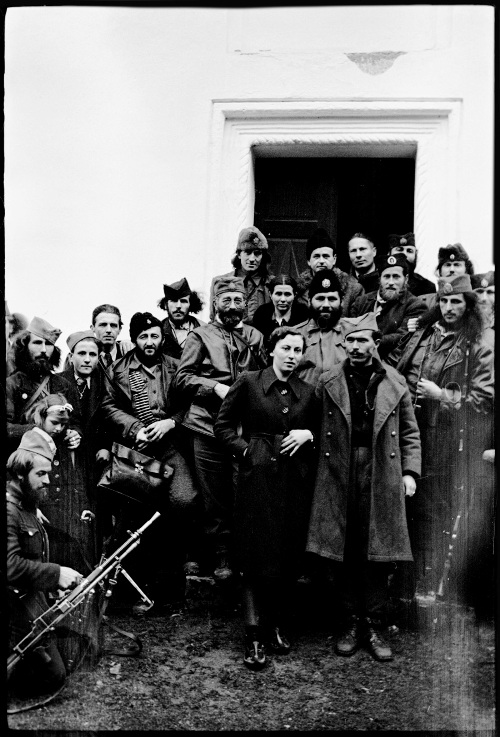
Драголюб Михайлович с участниками Светосавского съезда, Ба, 28 января 1944 года

Рост народно-освободительного движения и численности НОАЮ, политический эффект решений II сессии АВНОЮ и Тегеранской конференции, а также приближающийся разрыв с англичанами, побудили Михайловича попытаться противостоять растущим угрозам «с помощью несвойственного ему шага: проведения широковещательной политико-пропагандистской акции, во многом напоминавшей II сессию АВНОЮ». Ею стал так называемый Светосавский съезд, состоявшийся в селе Ба с 25 по 28 января 1944 года. На съезде присутствовало примерно от 270 до 300 человек, при этом несербов насчитывалось меньше десятка. Участниками стали руководящие деятели прежних, в основном сербских партий, входивших в период регентства в Объединённую оппозицию. Коммунисты, естественно, не присутствовали. Организация делегирования возлагалась на четнических местных командиров. Главную роль в организации съезда исполнил Живко Топалович, довоенный лидер Социалистической партии Югославии. По итогам работы съезд сформировал Югославское демократическое народное объединение (ЮДНО) и признал легитимность династии Карагеоргиевичей. Согласно его решениям, Югославия должна была остаться монархией, состоящей из трёх федеральных единиц — сербской, хорватской и словенской. Босния и Герцеговина должны были войти в состав сербской федеральной единицы. Декларируемое намерение создания сербского федерального образования диктовалось желанием предотвратить повторение «прошлых ошибок», а также должно было стать «гарантией против возобновления геноцида сербов». По заключению Косты Николича, съезд был демократическим шагом вперёд в идеологии равногорского движения, но произошёл слишком поздно — судьба послевоенной Югославии уже была решена двумя месяцами ранее на Тегеранской конференции. Как отмечает Леонид Гибианский, решения Светосавского съезда не привели к сдвигу в соотношении сил НОД и равногорского движения. Западные союзники фактически оставили их без внимания. Замыслы и решения равногорцев не получили затем практической реализации, а провозглашённое создание ЮДНО и декларированная роль обновлённого ЦНК остались, в сущности, на бумаге. Не состоялся также негласный контакт Михайловича с Тито, чтобы попытаться вступить в тайные переговоры.

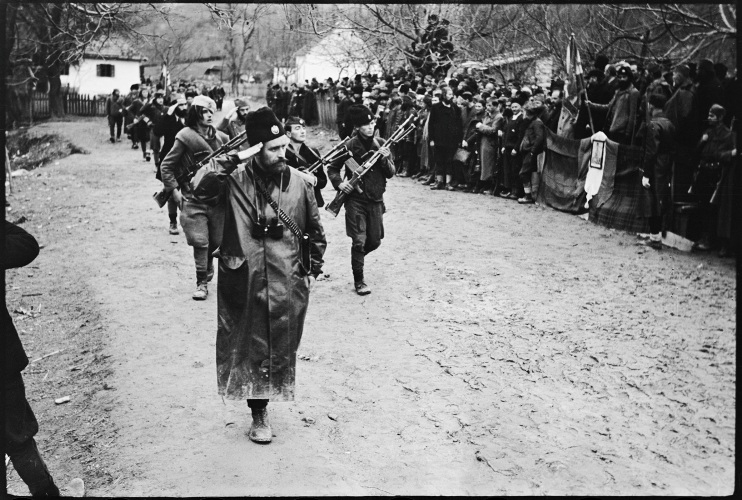
Дефиле подразделения Валевского корпуса в канун закрытия Светосавского съезда, 28 января 1944 года

### Отношения ЮВуО с немецкими оккупантами
После проведённого в сентябре — октябре 1943 года четнического наступления в Черногории и Восточной Боснии, которое в итоге завершилось провалом и потерей занятых населённых пунктов и территорий, ЮВуО осталась без союзников перед лицом надвигающегося партизанского «вторжения» в Сербию. Истощение военных запасов и отсутствие перспектив получения помощи от Великобритании и США вынудили генерала Михайловича обратиться к единственной стороне, которая была готова его выслушать и могла предоставить боеприпасы — к немцам.
На немецкой стороне активность ЮВуО и демонстрируемая ею со второй половины сентября 1943 года возросшая боеготовность подтолкнула командующего войсками на Юго-Востоке генерала Фельбера направить, начиная с 3 октября, весь свой мобильный резерв в Сербии против «организационного центра» равногорского движения в районе Ужице. Первые три операции античетнического цикла («Маискольбен» (Maiskolben), «Крумм» (Krumm), «Хербстнебель» (Herbstnebel)) принесли «скромный» успех, однако четвёртая операция под названием «Хаммельбратен» (Hammelbraten) достигла «весьма существенных» результатов и, согласно Клаусу Шмидеру, «оказала заметное влияние на моральный дух пострадавших отрядов четников». Однако немецкое командование не стало развивать этот успех и вместо дальнейших решительных действий против равногорцев пошло на сотрудничество, которое Михайлович предлагал ещё в ноябре 1941 года.
Изменение немецкой политики по отношению к ЮВуО объяснялось нехваткой сил для борьбы и с партизанами и четниками. Немецкое командование в оккупированной Сербии, располагающее двумя-тремя разнородными полками (другие формирования «оси», хотя и многочисленные, были ограниченно пригодны для активных операций), нуждалось в четниках для пресечения прорыва партизанских соединений на до сих пор относительно спокойную сербскую территорию. Поэтому в ноябре — декабре 1943 года обе стороны подписали ряд договоров о сотрудничестве, подобные тем, что были заключены между четниками и властями усташского режима НГХ в 1942 году. Четническо-немецкий альянс продолжился и после истечения срока действия этих соглашений в начале 1944 года, о чем свидетельствовало присутствие крупных (до 10 тысяч человек и более) сил четников во всех крупных немецких операциях против партизан. Особенно проявилось двустороннее сотрудничество в ходе немецкой операции «Камер-егерь» (12 марта — 20 мая 1944 года), направленной против прорвавшихся в Сербию 2-й Пролетарской и 5-й Краинской дивизий. Результатом совместных действий немецких войск и частей ЮВуО стал провал первой попытки прорыва НОАЮ в Сербию. Взаимодействие ЮВуО с подразделениями вермахта в Сербии продолжилось в операции «Трумпф» (10—13 июля 1944 года), в ходе которой была достигнута самая большая концентрация её сил: от 10 тыс. до 14 тыс. человек, в том числе около 8 тыс. человек из состава вновь созданной 4-й группы ударных корпусов ЮВуО. За этим последовало участие четников в операции «Кераус», проведённой против опорного района партизан между реками Топлица и Ябланица, а также в операции «Рюбецаль». Вместе с тем немцам и четникам не удалось заблокировать продвижение частей НОАЮ в Сербию. К концу августа 6-я Ликская дивизия сосредоточилась для прорыва на реке Лим, а 12-й Воеводинский корпус (16-я и 36-я Воеводинские дивизии) — на Дрине, к югу от Вишеграда.

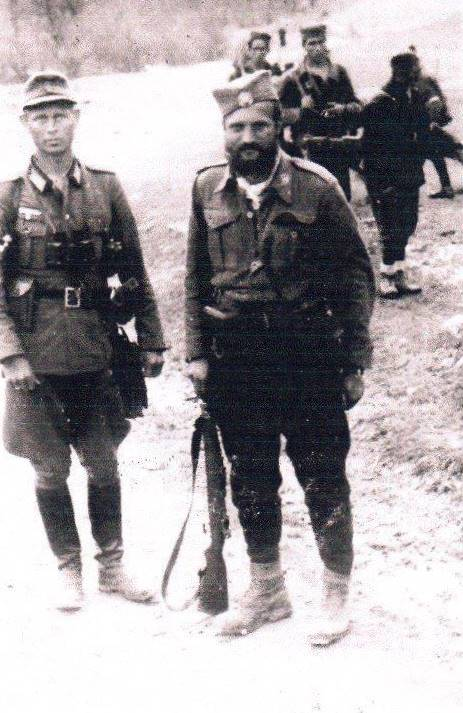
Командир 1-го Равногорского корпуса ЮВуО Вучкович, Звонимир (справа) вместе с немецким офицером во время операции «Камер-егерь», апрель — май 1944 года

### ЮВуО в зените сил
Несмотря на ранее предпринимаемые реформирования, ЮВуО к лету 1944 года оставалась статичной армией, привязанной к своей территории. Чтобы повысить боеспособность, в июне из лучших и активных кадров сформировали ударные части, из которых затем создавались ударные бригады, корпуса и несколько групп ударных корпусов. Самым известным и крупнейшим манёвренным соединением ЮВуО летом 1944 года стала 4-я группа ударных корпусов во главе с майором Драгославом Рачичем, представлявшая собой сильно запоздалый ответ на концепцию мобильных соединений НОАЮ. В её состав вошли два корпуса горной гвардии, 1-й и 2-й Равногорские корпуса, Златиборский и Яворский корпус. Подразделения группы состояли из неженатых мужчин и были усилены рядом летучих бригад. По свидетельству Михайловича, формирование корпусных групп должно было служить цели создания мобильной и реальной армии, а также наведению порядка в ЮВуО и устранению тех четнических командиров, над которыми Михайлович не имел полного контроля. 4-я группа ударных корпусов насчитывала 8—9 тыс. человек.
Все четнические части в Сербии входили в состав Командования ЮВуО в Сербии, которое возглавлял генерал Мирослав Трифунович (однокурсник Михайловича). Вместе с тем командиры групп корпусов и отдельных корпусов продолжали поддерживать связь непосредственно с Верховным командованием в лице генерала Михайловича. Корпусно-бригадная территориальная организация применялась и в боснийско-герцеговинских частях ЮВуО. В отличие от них четническая организационная структура в Черногории в 1944 году часто меняла форму и даже принципиальную принадлежность. В тех областях оккупированной Югославии, где не было возможности создать более крупные части ЮВуО, существовали штабы (командования), которые оставались в Сербии. Численность этих штабов и обеспечивающих их подразделений колебалась от 15 до 90 человек. Каждый из этих штабов в более поздний период имел свою собственную радиостанцию и поддерживал связь с Михайловичем.
По оценкам историков Димитриевича и Девича, оценить численность равногорских сил в Сербии летом 1944 года очень сложно. Имея примерно 37 корпусов, в которых насчитывалось в среднем 3—5 бригад (обычно численностью в батальон), а также с учётом тыловых территориальных сил округов, районов и комитетов, ЮВуО в Сербии могла иметь до 50 тысяч активных членов.
Летом 1944 года ЮВуО в Сербии достигла пика своей численности и контролируемой территории. Вместе с тем в это же время антигитлеровская коалиция окончательно отвергла равногорцев как силу движения Сопротивления. Форин-офис принял ещё в феврале 1944 года решение отстранить Михайловича от руководства югославским Сопротивлением. Как следствие, все британские офицеры были отозваны из штаба Михайловича. В мае Черчилль оказал давление на короля и тот распустил 1 июня югославское эмигрантское правительство, что автоматически лишило Михайловича должности военного министра. Однако затем четников настиг «ещё более жестокий политический удар»: 29 августа 1944 года король Пётр был вынужден подписать указ об упразднении Верховного командования Югославской армии, официально лишив Михайловича также должности «начальника штаба Верховного командования в оккупированном Отечестве». Эти меры англичан вели к разрушению политических позиций равногорского движения и подрыву его массовой поддержки среди сербов.
Указ короля лишил Михайловича легитимности, но он его не выполнил и со своим окружением остался во главе ЮВуО. Несмотря на «огромную важность» вышеизложенных решений, ЮВуО сохранила лояльность Михайловичу и в этом смысле решения союзников и короля не оказали серьёзного влияния на армию. Четники продолжали контролировать большинство районов Сербии, включая некоторые районные города. В свою очередь немецкие войска, состоявшие из охранных, полицейских и вспомогательных подразделений, контролировали Белград, районные населённые пункты и линии коммуникаций, прежде всего главную железную дорогу от Белграда на юг и юго-восток. Болгарские войска, хотя и были самыми многочисленными оккупационными силами в Сербии с февраля 1942 года, однако в основном занимались собственной защитой. В этих условиях главным противником равногорцев в конце лета были не оккупанты, а партизаны.

## Крах ЮВуО: поражение в Сербии, отход в Боснию, раскол и разгром на Зеленгоре (сентябрь 1944 года — май 1945 года)

### Независимая группа национального сопротивления Югославской армии на родине
В обстановке приближающегося поражения нацистской Германии и на фоне попытки коллаборационистского режима Недича достигнуть соглашения с Михайловичем о создании «общего фронта сербских национальных сил» для борьбы с партизанами группа четнических командиров (главным образом в Восточной Герцеговине, Восточной Боснии, Санджаке и части Черногории) выступила в конце августа 1944 года с призывом к борьбе с немцами и обвинила руководство равногорского движения в следовании неверным военно-политическим курсом. Как следствие, на рубеже августа — сентября сформировалась четническая группировка под командованием майора Воислава Лукачевича численностью около 4 500 человек, отколовшаяся от Михайловича и провозгласившая себя Независимой группой национального сопротивления (НГНС) Югославской армии на родине. Лукачевич объявил на подконтрольной группе территории всеобщую мобилизацию и начал в сентябре военные действия против немцев. Одновременно он предпринял шаги для получения поддержки западных союзников и признания его группы в качестве самостоятельной силы, а также обратился к командованию НОАЮ с предложением о координации в борьбе за освобождение Югославии. Вместе с тем Лукачевич подчеркивал, что при готовности взаимодействовать с партизанами, Независимая группа национального сопротивления не может быть под началом Тито. Появление группировки Лукачевича вызвало решительное противодействие коммунистического руководства новой Югославии. По приказу Тито подразделения НОАЮ атаковали НГНС 25 сентября и в течение нескольких дней заняли четнический опорный пункт Билечу, а затем полностью разгромили силы Лукачевича в южной Герцеговине. Сам Лукачевич с оставшимися несколькими сотнями четников отступил сначала во внутренние районы Герцеговины и затем в район Фочи. В начале декабря Лукачевич попытался вступить в контакт с британцами, но был захвачен партизанами и впоследствии расстрелян 14 августа 1945 года по приговору Верховного военного суда в Белграде.

### Прорыв НОАЮ в Западную Сербию и поражение ЮВуО в Сражении на Еловой горе
В конце августа 1944 года Тито двинул на Сербию 1-й Пролетарский и 12-й Воеводинский корпуса, а также Оперативную группу дивизий (5-я, 17-я и 21-я дивизии НОАЮ). Преодолев реку Лим, 1-й Пролетарский корпус с боями вышел в район Пожеги и Ужице и на 4 сентября занял силами 1-й и 6-й дивизий линию Ариле — Пожега — Ужице — Кремна — Мокра-Гора.
Паника медленно но неуклонно охватила Верховное командование ЮВуО, вызывая ошибочные решения. Реагируя на прибытие в Западную Сербию 1-го Пролетарского корпуса и угрозу партизанского удара по Равна-Горе, Михайлович приказал 30 августа начать общую мобилизацию и долгожданное восстание против немцев. 1 сентября было обнародовано мобилизационное обращение к «сербам, хорватам и словенцам», вслед за этим в Сербии начались сборы призывников и в некоторых местах в первые дни сентября четники совершили нападения на немецкие гарнизоны. Однако ввиду партизанского наступления и ожидаемых негативных последствий для армии от прекращения немецкой помощи «всеобщая акция» против немцев в тот же день была отменена Верховным командование ЮВуО из-за «изменения обстоятельств», а 2 сентября приказу о мобилизации придали явный антикоммунистический характер поручением Михайловича подготовиться к решительному наступлению против партизан, стремящихся «разбить и уничтожить сербов» (оккупанты при этом вообще едва упоминались). Вместе с тем мобилизация не изменила общее развитие ситуации в стране. Части ЮВуО не были достаточно вооружены для действий ни против немцев, ни против НОАЮ. Из-за нехватки оружия и боеприпасов, а также уклонения части населения от призыва, мобилизация не позволила сформировать значительное пополнение четнической армии.
В связи с тем, что под угрозой приближения войск Красной армии к границам Югославии главнокомандование сил вермахта на Юго-Востоке было вынуждено перебросить против советских войск свои немногочисленные боеспособные соединения из Юго-Западной Сербии, отражать партизанское наступление довелось четникам Михайловича. Стремясь навязать партизанам решающее сражение и разбить части 1-го Пролетарского корпуса, Михайлович выставил против них свои лучшие силы в Сербии — 4-ю группу ударных корпусов. Генеральное столкновение двух противников, вошедшее в историографию как Сражение на Еловой горе, произошло 7—9 сентября 1944 года при наибольшей концентрации четнических и партизанских сил на поле боя за весь период войны. Однако четники оказались неспособными противостоять опытным и хорошо вооружённым партизанским дивизиям и сражение завершилось крупным поражением ЮВуО, от которого она не оправилась до конца войны.

### Неудавшиеся попытки сотрудничества ЮВуО с Красной армией
Со вступлением на территорию Сербии частей Красной армии четниками предпринимались попытки установления с ними союзнических отношений. По заключению Алексея Тимофеева, это были не спонтанные действия отдельных четнических командиров, а часть запоздалой общей политики командования ЮВуО. Михайлович получил известие о вводе советских войск в Сербию 4 октября в селе Жабар (недалеко от Брчко) и истолковал его как временную меру, направленную на предотвращение вывода немецких войск с Балкан. Он всё ещё верил в скорую высадку англо-американских войск в Албании и Греции и стремился сохранить полную лояльность всем союзникам по антигитлеровской коалиции. Части ЮВуО поспешили встретиться с советскими войсками — союзником, который на протяжении более двух лет различными способами выражал к равногорскому движению своё негативное отношение. В последние дни сентября и первую половину октября 1944 года войска ЮВуО и Красной Армии освободили совместно несколько населённых пунктов в Восточной и Центральной Сербии, в том числе город Крушевац. Однако радость равногорцев от сотрудничества с частями Советской армии прервалась, когда те начали разоружать и передавать их партизанским отрядам. Так 15 октября, через день после освобождения четниками Крушеваца, был арестован советскими солдатами командир группы корпусов подполковник Кесерович, сумевший затем сбежать и доложить о происшествии Михайловичу. 

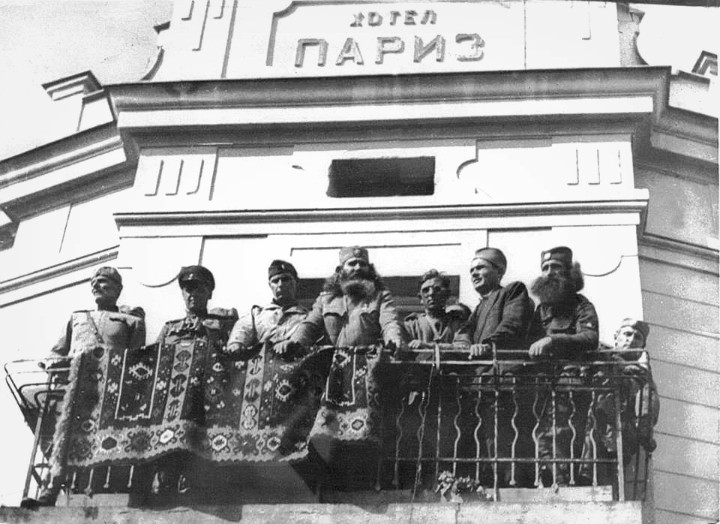
Подполковник Кесерович с советскими офицерами на митинге в Крушеваце, 15 октября 1944 года

 17 октября некоторые командования частей ЮВуО заявили, что сотрудничества с Советами не будет и что антиоккупационные действия не увенчались успехом. В директиве 4-й группы ударных корпусов ЮВуО от 17 октября ситуацию определили следующим образом: «Советские войска в своём проникновении на территорию Югославии признали законной власть Тито, при этом разоружали наши части или передавали их партизанам. Мы не можем ожидать от Советов ничего, кроме враждебности… Таким образом, идея нанесения решающего завершающего удара оккупанту на нашей территории была сделана невозможной». Вместе с тем, как пишет Алексей Тимофеев, Михайлович приказал 8 ноября командующим корпусами, действующим на путях продвижения Красной армии, «пытаться осуществлять сотрудничество с русскими как с союзниками». Даже когда Михайлович приказал своим силам убираться от Советской Армии, а представители советской 93-й стрелковой дивизии потребовали от командира 2-го Равногорского корпуса майора Раковича либо присоединиться к партизанам, либо разоружиться и сдаться в плен, сотрудничество с советскими войсками продолжилось в районе Чачака до конца ноября.

### Отход в Боснию, раскол и разгром на Зеленгоре

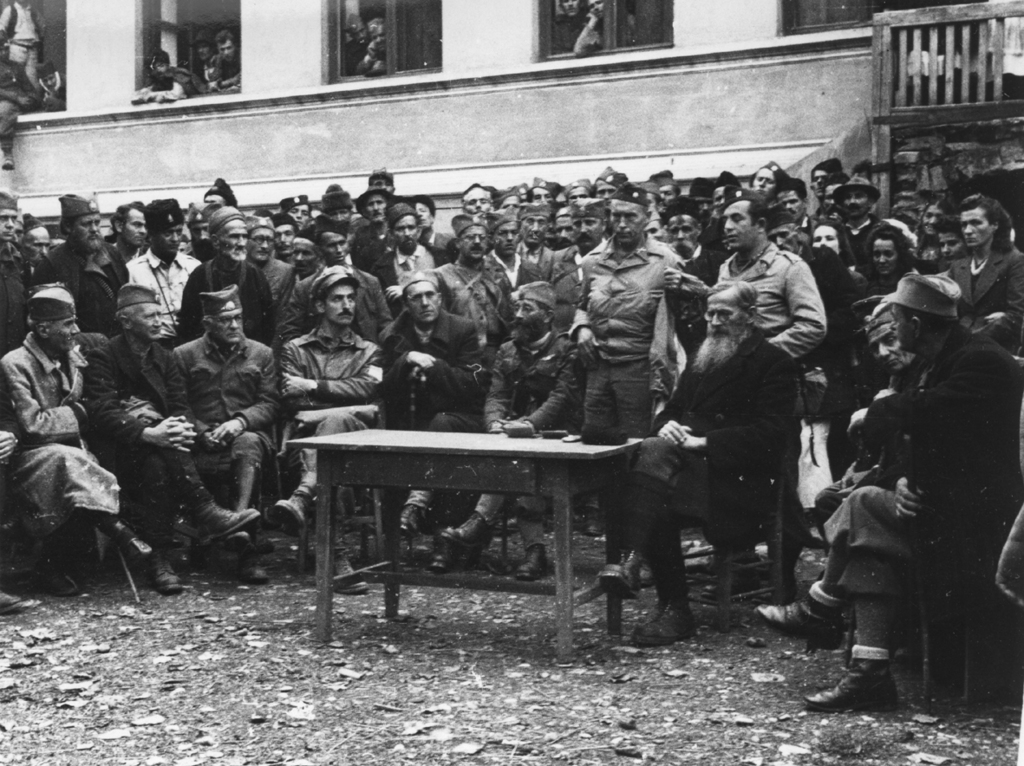
Драголюб Михайлович, члены четнического руководства и американской миссии на Требаве, октябрь 1944 года

Вслед за поражением на Еловой горе король Петр II обратился 12 сентября через Радио Лондона к сербам, хорватам и словенцам с призывом присоединится к НОАЮ. Среди равногорцев это вызвало шок и разочарование, отдельные корпуса распались, а больше половины бойцов оставили ряды ЮВуО. Михайлович, избежавший с помощью СДК захвата партизанами, перешёл 24 сентября в Боснию. К 1—2 октября четники прекратили сопротивление частям НОАЮ и после оставления Западной Сербии отступили в район Белграда, откуда с 7 октября под контролем немцев были переброшены по железной дороге в Кралево. В середине октября около 14—15 тысяч сербских четников направились в Восточную Боснию с неясными представлениями о дальнейшей стратегии. Потеряв по пути в Санджаке часть людей из-за дезертирства, бомбардировок союзной авиации и столкновений с партизанами, в Боснию прибыло около 12—13 тысяч человек. Здесь в конце 1944 — начале 1945 года сосредоточилась группировка четников из Сербии, Черногории, частично из Герцеговины и некоторых боснийских районов, по различным и приблизительным данным, численностью около 40 тыс. человек. Они действовали на обширной территории и вступали в столкновения и нередко значительные бои как с вооружёнными силами НГХ, так и частями НОАЮ. Стычек с германскими войсками Михайлович старался избегать, при этом многие четнические командиры взаимодействовали с частями вермахта в отражении наступления югославской 2-й армии в Северной Боснии, так как немцы были единственной гарантией выживания четников в этом районе. Вплоть до начала апреля Михайлович надеялся на расширение присутствия немцев в Боснии и через своих представителей провёл переговоры с главнокомандующим немецкими вооружёнными силами на Юго-Востоке генерал-полковником Александером Лёром. Сведений об их содержании нет, но известно, что Лёр посоветовал отвести части ЮВуО к Врбасу.
К началу весны под командованием Михайловича оставалось около 7000 сербских и боснийских четников, а также около 6000 черногорцев и герцеговинцев во главе с Джуришичем. Положение четников было сложным. Им не хватало боеприпасов, продовольствия и тёплого обмундирования. Это обусловило массовое истощение, заболевание и высокую смертность среди воинского состава и беженцев. Росло дезертирство. Остро стоял вопрос о дальнейших действиях. Часть командиров склонялась к необходимости пробиваться на запад в Истрию и Словенское Приморье, однако такой план не поддерживался Михайловичем. Это привело к расколу сил ЮВуО. Во второй половине марта 1945 года черногорские четники и беженцы во главе с Павле Джуришичем, а с ними некоторые другие четнические соединения из Боснии, Герцеговины и частично из Сербии, отделились от группировки Михайловича и двинулись на запад самостоятельно. К ним также присоединился ряд военных и политических руководителей равногорского движения, включая Драгишу Васича. Эта группировка потерпела вскоре разгром от усташей в сражении на Лиевче-Поле (5—6 апреля). Взятых в плен Джуришича, Васича и ещё более 130 четнических офицеров усташи казнили в концентрационных лагерях в Ясеноваце и Стара-Градишке, а оставшиеся четники вступили в так называемую Черногорскую народную армию. Большинство же боснийских четников не присоединилось ни к Джуришичу, ни к Михайловичу, а просто разошлось: преимущественная часть укрылась в массе сербского православного населения Боснии, другие ушли в густые боснийские леса, где оставались в течение многих месяцев после окончания войны. Вместе с тем Михайлович, по заключению Милана Радановича, предпринял в середине апреля «один из самых безответственных и рискованных ходов». Отступив с оставшимися 7000—8000 четников на запад, к Мотаице, он решил совершить «прорыв в сторону Сербии, обходным путём через горный район центральной Боснии, вместо того чтобы принять реальности и сдаться партизанам».

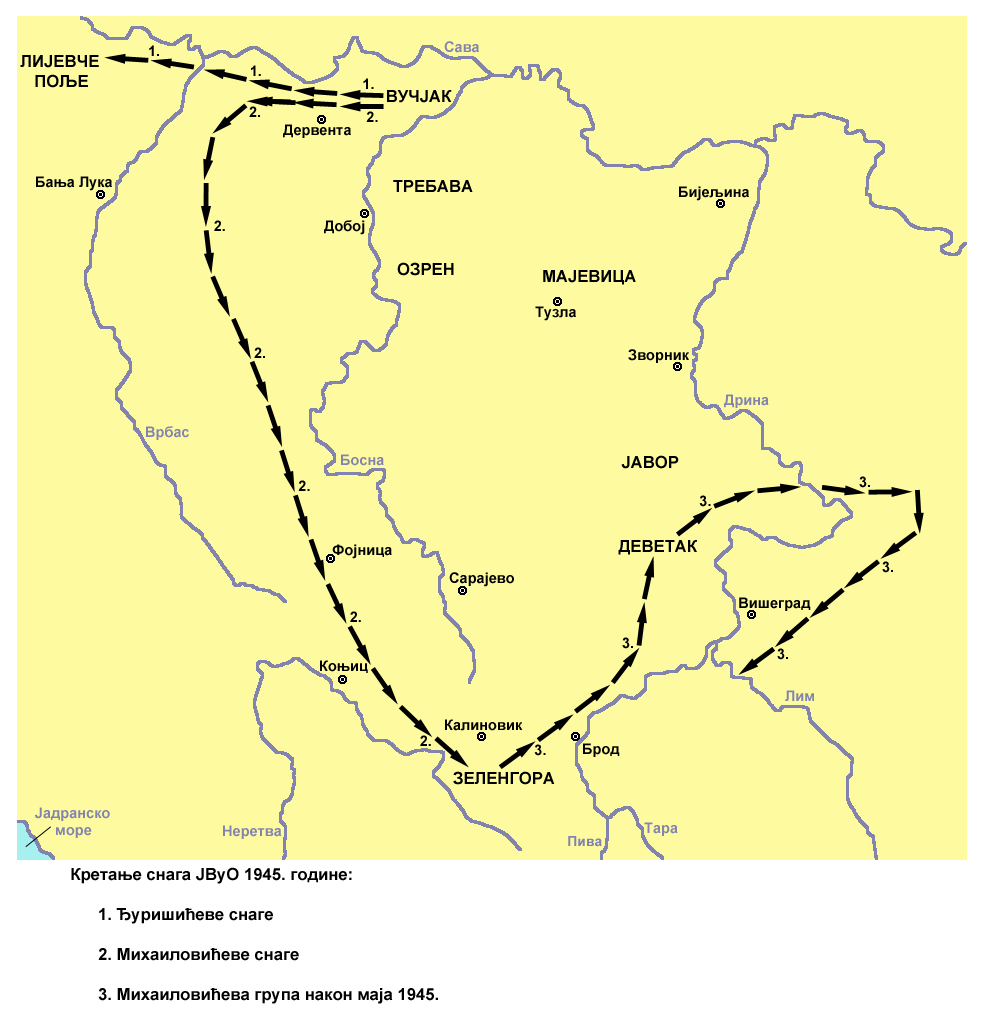
Поход основных сил ЮВуО с Вучияка на Зеленгору в мае 1945 года

Поход происходил с боями по территории, занятой Югославской армией. К 7 мая группировка Михайловича потеряла пятую часть своих бойцов и насчитывала от 5000 до 6000 человек, в том числе несколько сотен боснийских четников. Продвигаясь через центральную Боснию, четники разграбили много сёл, сожгли город Фойницу и изнасиловали несколько десятков женщин. 10 мая группировка разделилась на две части. Основная часть во главе с Дражей Михайловичем и Мирославом Трифуновичем двинулась на Зеленгору с намерением занять район Сутьески и оттуда пробиваться к Дрине. Около 2 тысяч четников под командованием Драгослава Рачича и Стевана Дамяновича направилась из района Калиновика к горе Яхорина и далее в направлении на Рогатицу.
12—13 мая на Зеленгору и Сутьеску прибыло от 3000 до 4000 четников Михайловича. Здесь они были окружены частями 3-го корпуса, 37-й Санджакской дивизии, 3-й Боснийско-Герцеговинской дивизии, а также Санджакской бригады КНОЮ и в течение 12—15 мая разбиты и преимущественно уничтожены. Часть захваченных в плен была сразу расстреляна, а часть отправлена в лагеря для военнопленных. Там офицеров также расстреляли, но большинство рядовых пощадили. Вместе с тем Михайловичу с группой офицеров и бойцов удалось избежать уничтожения или пленения и выйти из окружения. Четники Рачича и Дамяновича в пути избежали уничтожения, но потеряв значительное число бойцов в боях и в результате дезертирства, были вынуждены разделиться на мелкие группы. Их ликвидировали во второй половине мая и в последующие месяцы 1945 года.

## Ликвидации пленных четников
На завершающем этапе войны осенью 1944 — весной 1945 годов значительно усилился террор коммунистического режима против его противников. В этой связи члены ЮВуО, наряду с военнослужащими НГХ и других коллаборационистских формирований, даже сдавшись в плен НОАЮ помимо отправки в места заключения подвергались в значительной мере намеренному массовому уничтожению. Как поясняет Леонид Гибианский: «Тем самым уже в самом начале установления новой власти ликвидировался слой её наиболее активных противников». Так, после формального окончания Второй мировой войны в Европе Югославская армия с помощью авиации разгромила вплоть до полного уничтожения окружённые на Зеленгоре основные силы Михайловича — своего главного военно-политического противника. Как пишут Димитриевич и Девич: «Вдали от глаз мировой общественности Югославская армия вообще больше не захватывала побеждённых сербских равногорцев. Ей не нужны были ненужные формальности. А если и были, то их судьба была определена и в последующие дни они были ликвидированы в ряде известных и неизвестных мест на обширной территории Восточной Боснии и Северной Герцеговины». Точных данных о численности убитых нет, однако «речь идёт о боле тысячи солдат, сдавшихся в плен или попавших в плен. Зеленгора стала местом первой крупной ликвидации пленных четников, осуществлённой партизанами». Ликвидации не сопровождались слушаниями, сбором личных данных или судом и потому следов убийств не осталось. Четников Михайловича «поглотили пещеры (серб. jama), такие как Понор возле Милевины, или горные реки, новые „голубые гробницы“, впадающие в Дрину. В то же время Сутьеска и Неретва, самые известные места партизанского эпоса, странным образом послужили местами гибели равногорцев, ключом к памяти об их поражении и жертвах». Как пишет Гай Трифкович, Битва на Зеленгоре имеет и сегодня особое значение для сторонников четников, также как Блайбургская капитуляция — для хорватских националистов.
Заключая рассказ о судьбе сербских четников, постигшей их на заключительном этапе войны, Димитриевич и Девич пишут:

Сейчас настало время услышать правду о них: обо всех тех, кто покинул свои дома и семьи осенью 1944 года и больше к ним никогда не вернулся. Если принять во внимание самую низкую оценку числа пропавших без вести, то это наибольшее количество сербских граждан, пропавших без вести в одном вихре войны за последние семь десятилетий, переписью, учётом и эксгумацией которых не занималась ни одна государственная комиссия или орган, отвечающий за военные преступления, по которым нет срока давности.
Оригинальный текст (серб.)Сада је време да се чује и њихова истина: свих оних који су у јесен 1944. отишли од својих кућа и породица и више им се никада нису вратили. Ако узмемо у обзир и најнижу изнету процену броја несталих, то је највећи број грађана Србије нестао у једном ратном вихору у последњих седам деценија, а чијим се пописивањем, евиденцијом и ексхумацијом није бавила нити једна државна комисија или тело задужено за ратне злочине, који би требало да никада не застаре.

Судьбу сербских равногорцев, убитых в Восточной Боснии и Северной Герцеговине, разделили словенские, черногорские, герцеговинские, часть ликских (из формирований Евджевича), а также те сербские четники, которые искали спасения у западных союзников и скопились вместе с другими антикоммунистическими силами из Сербии, Хорватии и Словении в конце первой — начале второй декад мая 1945 года на северо-западе Югославии в районе довоенной югославо-австрийской границы. Большинство из них после сдачи в плен или выдачи британской стороной были без суда тайно казнены в массовом порядке в лесах Кочевски-Рога и вокруг Зидани-Моста. Многие другие погибли во время конвоирования на долгом пути к местам заключения, расположенным в различных районах Югославии.

## Агония и прекращение организованной деятельности ЮВуО (май 1945 — лето 1946)
Сосредоточенные в Словенском Приморье и объединённые под формальным командованием генерала Миодрага Дамяновича четнические силы из Далмации и Лики, возглавляемые Джуичем и Евджевичем, а также часть словенских четников переправились 5 мая через реку Соча и сдались британским войскам в Пальманове. Их не выдали коммунистическим югославским властям и разместили в лагерях как участников гражданской войны в Югославии.
После уничтожения главной колонны четников Михайловича в районе Зеленгоры, с 15 мая прекратилось организованное сопротивление оставшихся четников, хотя прочёсывание территории частями ЮА и ликвидация равногорцев продолжились следующие 2 дня. Михайловичу с остатками Верховного командования и около 50 четников удалось уйти, в то время как в окружении погибли командующий
частями ЮВуО в Сербии Трифунович, Палошевич и многие другие участники движения. В окружении погиб и 21-летний сын Михайловича Воислав. Сотрудникам органов госбезопасности (ОЗНа) удалось захватить члена ЦНК Александара Аксентиевича и архив ЮВуО. Как пишет Алексей Тимофеев, в числе вышедших из окружения четнических командиров были Никола Калабич и Драгутин Кесерович (позднее погибший при попытке перейти Дрину). Михаилович с небольшой группой сопровождения сумел сперва прорваться в Сербию. Ужаснувшись террору и всеобъемлющему контролю титовской тирании (по-сербски страховлада), он вернулся в Восточную Боснии, где укрывался у верных людей. 13 марта 1946 года Михайловича схватили сотрудники ОЗНа около боснийско-сербской границы к востоку от Вишеграда при содействии ранее пленённого Калабича. После почти трёх месяцев допросов бывшему командующему ЮВуА было предъявлено 10 июня 1946 года обвинение в измене и сотрудничестве с немцами, а также в военных преступлениях. В значительной степени инсценированный суд над Михайловичем проходил с 10 июня по 15 июля 1946 года и сопровождался широкой пропагандистской кампанией с целью максимально возможной дискредитации потерпевшего поражение четнического равногорского движения. 15 июля Михайловичу был оглашён смертный приговор. Прошение о помиловании было отклонено Президиумом Народной скупщины ФНРЮ . Рано утром 17 июля Драголюба Михайловича расстреляли.
Как сообщают Алексей Тимофеев, Оливера Драгишич и Дмитар Тасич, с лета 1946 года организованная деятельность пребывавших в подполье четников фактически прекратилась. Их активность была низкой и ограничивалась кругом знакомств и привычной территорией. В горах Восточной Боснии, Восточной Герцеговины и Рашской области группы четников оставались до 1948 года. Последние бывшие бойцы ЮВуО скрывались в горах даже в начале 1950‑х годов.

## Военная помощь западных союзников
Согласно Йозо Томашевичу, британская военная помощь ЮВуО за период с ноября 1941 года по октябрь 1943 года составила: 43 миномёта, 860 мин для миномётов, 307 револьверов, 1203 автоматических револьверов, 1866 винтовок, 136 лёгких пулемётов, 217 ручных пулемётов, 104 противотанковых ружей, 8728 ручных гранат, 1 029 450 патронов к различному оружию и 2368 кг взрывчатки. Кроме того, было
отправлено некоторое количество одежды и обуви, радиоаппаратура, медикаменты и другие материалы. Часть этой помощи была повреждена во время доставки, а часть по ошибке сброшена над территорией противника. Британские службы также передали Михайловичу 45 410 британских фунтов золотом, 5 тыс. долларов США золотом, 99 420 долларов банкнотами, 75 980 тыс. итальянских лир, 2015 наполеондоров, 13 064 тыс. недических динаров, 11 540 тыс. болгарских левов и 1014 тыс. румынских леев. Также Михайлович получил от британцев через югославское эмигрантское правительство 50 тыс. фунтов стерлингов, 52 тыс. долларов США, 2500 наполеондоров, от 10 до 15 миллионов румынских леев и несколько миллионов недичских динаров. Как пишет Томашевич: «Четники были разочарованы и рассержены той небольшой помощью, которую они получили, а Михайлович и правительство в изгнании постоянно требовали от британцев большего». С конца 1943 года ЮВуО практически не получала помощь союзников.
Предраг Баич отмечает, что помощь, оказанная англичанами четникам, была несравнимо меньше объёмов поставок партизанам. Так, в целом британским оружием и снаряжением были оснащены около 300 тыс. членов НОАЮ. «Скудный и символический» объём помощи равногорскому движению Баич объясняет рядом причин: от технических сложностей доставки до неспособности британцев предоставить четникам большое количество вооружения в то время, когда они сами зависели от американской помощи. Не способствовали увеличению поставок и «скромные масштабы действий четников» против сил «оси», а также их тесное сотрудничество с итальянскими оккупантами. Когда же у Великобритании появились возможности предоставлять оружие и снаряжение движениям Сопротивления, они уже утратили веру в Михайловича и их политика в отношении Югославии изменилась. Вместо ЮВуО обширную помощь британцы начали оказывать НОАЮ.

## Вооружение, снаряжение и снабжение ЮВуО

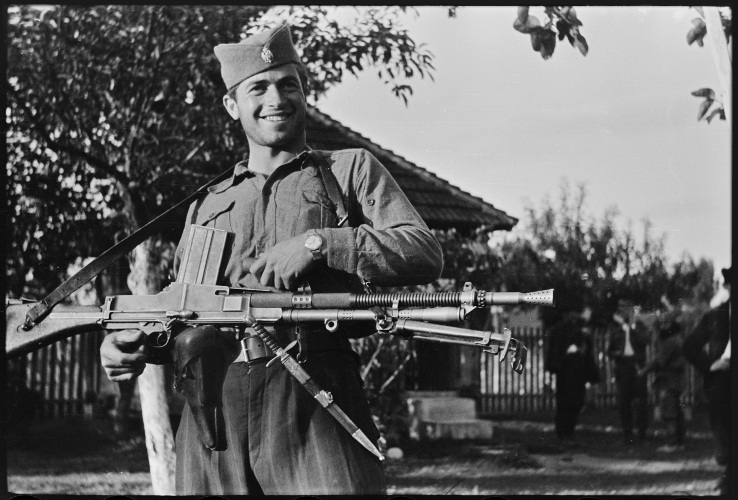
Четник с пулемётом ZB-26, состоявшим до войны на вооружении Югославской армии

ЮВуО формировалась с военной точки зрения практически с нуля, из повстанческих отрядов, вооружённых лёгким стрелковым оружием. От начала создания она испытывала трудности в обеспечении своих подразделений оружием и до конца войны оставалась материально и технически на уровне лёгких партизанских отрядов, имеющих очень мало артиллерии и не располагавших какими-либо танковыми и авиационными частями.
Принятая в ЮВуО политика избежания крупных столкновений с оккупантами исключала возможность покрытия потребностей в оружии и другом снаряжении первой необходимости за счёт военных трофеев. В то же время формирование частей ЮВуО без помощи союзников также было невозможным. После того, как немцы распустили до марта 1943 года легализованные четнические отряды, перекрылся и небольшой канал обеспечения ЮВуО вооружением. В этой связи командиры четников обращались к сотрудничеству с итальянцами и немцами (с которыми в ноябре и декабре 1943 года заключили ряд соглашений) и получали оружие и боеприпасы в обмен на обязательство вести борьбу против частей НОАЮ. При этом, согласно свидетельствам капитана Вучковича, автоматическое оружие сербским четникам доставалось редко, потому что немцы не хотели хорошо вооружать лётичевцев и недичевцев. Четнические командиры «отчаянно искали и боеприпасы, и вооружение». Оружие было разным, как и униформа. Личное оружие было почти привилегией в подразделениях в период с 1943 по весну 1944 года. Оперативные четнические батальоны обычно имели в наличии 30—40 винтовок, а командиры были втянуты в соревнование по сбору оружия. Соперничество за оружие иногда приводило к столкновениям и спорам между командирами рот и бригад. Иногда должностные лица недичевской администрации «поддерживали» ЮВуО, продавая армейские материалы на чёрном рынке через обширную сеть торговцев и агентов.
Нехватку вооружений в ЮВуО иллюстрирует таблица вооружения и техники сербского Делиградского корпуса по состоянию на ноябрь 1943 года. Так, из 18 185 человек действующего и резервного состава (включая лиц, приписанных на время мобилизации), вооружены были только 1267 человек. При этом корпус состоял из 5 бригад, включая «летучую бригаду», насчитывавшую 77 человек. Остальные бригады имели по списку от 3286 до 5830 человек, а вооружённых бойцов от 116 до 438. В целом вооружение корпуса состояло из 3 станковых пулемётов, 24 ручных пулемётов, 15 автоматов, 951 винтовки, 24 пистолетов, 27 бомб и 3 «голландских пулемётов». В примечании отмечалось: «С боеприпасами у нас плохо». Недостаточность вооружений и боеприпасов у четнических войск во время Битвы за Сербию, в том числе у 4-й группы ударных корпусов — лучшего и самого многочисленного соединения ЮВуО — отмечает историк Гай Трифкович.
Основным средством связи между четническими подразделениями и штабами были курьеры на лошадях или гонцы. В основном плохо обстояло дело с медицинским обеспечением. Положение с медициной иллюстрирует один из рапортов командира Лазаревацкой бригады своему районному командиру: «У меня нет ни бинтов, ни ваты, ни спирта, ни йода, ни водорода, ни хинина, ни аспирина, но у меня есть пустой медицинский рюкзак…».

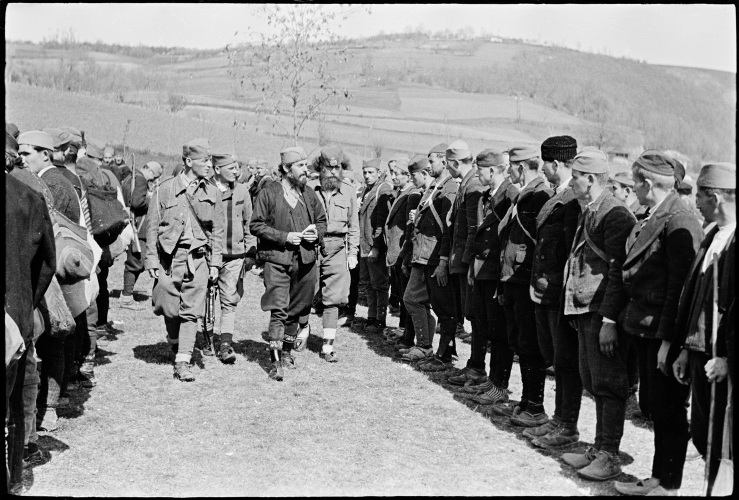
Предраг Ракович обходит строй Любичской бригады в районе Чачака, 1943 год

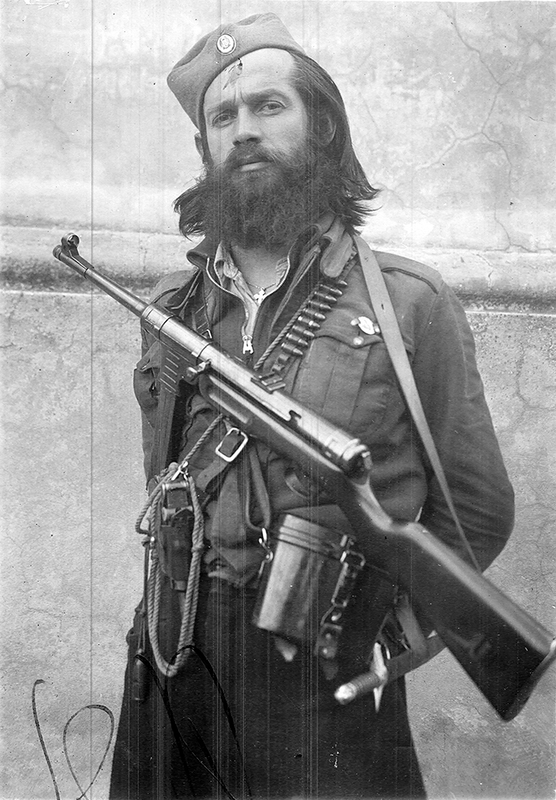
Четник с автоматом MP-41

Основным источником финансового обеспечения четнических отрядов в 1942 году были случайные поступления от Верховного командования генерала Михайловича. Легализованные четники получали деньги от администрации генерала Недича. Позднее в 1943 году и особенно в 1944 году значительная часть денег поступала в виде пожертвований или займов от жителей сел или местных предприятий. Иногда средства конфисковывались у местного криминалитета, коммунистов или, реже, у войск генерала Недича. В течение всей войны четники генерала Михайловича жили на грани нищеты. Жители села предоставляли им еду и кров, но было трудно найти подходящую новую форму или ботинки. Некоторая часть одежды приобреталась на чёрном рынке «по астрономическим ценам».

## Воинские звания и знаки различия ЮВуО
В ЮВуО соблюдали систему воинских званий Югославской королевской армии. Однако повышение в звании не было типичным (кроме самого Дражи Михайловича, которого эмигрантское правительство из соображения престижа повысило до звания армейского генерала) и военнослужащие оставались в довоенном звании. Иногда оно дополнялось традиционным сербским четническим почётным званием «воевода», по мнению Алексея Тимофеева, не имевшим реального значения.
Равногорские четники установленной военной формы и экипировки не имели. Бойцы ЮВуО носили все виды формы, какие могли добыть у различных неприятельских и союзные войск. Предпочтение отдавалось довоенной форме Югославской армии, а также доступной в ограниченном количестве английской и американской солдатской форме, которую могли носить и высшие офицеры ЮВуО. Элементы военной формы дополняли предметы гражданской или крестьянской одежды. Большинство солдат носили на ногах опанаки, которые обеспечивали небольшую защиту от дождя, камней или снега. Легализованные члены ЮВуО старались не надевать форму войск противника. Не было и правил о символах, кокардах и знамёнах. Символом равногорских четников была кокарда на традиционном головном уборе — широкой пилотке («шайкаче») или на чёрном меховом колпаке. В начале войны члены ЮВуО носили довоенные кокарды Югославской армии — лавровый венок вокруг коронованного одной короной двуглавого орла, на груди которого имелся щит с сербским, хорватским и словенским гербами, а поверх щита — стилизованная буква П и римская цифра II (Пётр II Карагеоргиевич). Старая четническая кокарда с изображением Адамовой головы была редкостью. Как пишет Алексей Тимофеев, в качестве вариантов (особенно вне Сербии) употреблялась кокарда недичевского образца — с одним сербским гербом на груди у орла, а также из одного сербского герба (равноконечный крест с четырьмя буквами С). В Динарской четнической области была принята ещё одна форма кокарды — орёл без короны держит в лапах два меча, а на груди орла вместо гербового щита изображён символ четников — Адамова голова. В ЮВуО использовались воинские знамёна отдельных частей (обычно полков) Югославской армии или взятые из церквей полковые знамёна сербской армии времён Первой мировой войны. За пределами Сербии югославянская символика была менее популярна, поэтому при отсутствии старых знамён использовали самодельные сербские триколоры. Популярностью среди четников Черногории, Рашки, Боснии, Герцеговины, Далмации и Лики пользовались чёрные довоенные четнические знамёна с Адамовой головой и надписями — «Свобода или смерть!», «С верой в Бога, Свобода или смерть!», «За Короля и Отечество!». Малочисленные несербские части ЮВуО носили югославскую и собственную национальную символику на знамёнах и кокардах. У равногорцев сохранялась наградная система королевской армии. За время войны в ЮВуО за военные заслуги были награждены орденами и медалями 198 человек. Награждения производились королём по представлениям Дражи Михайловича и его командиров. Больше всего было вручено орденов Звезды Карагеоргия с мечами. Значительным было и награждение орденом Белого Орла с мечами и медалью «За храбрость».

## Ревизия истории ЮВуО

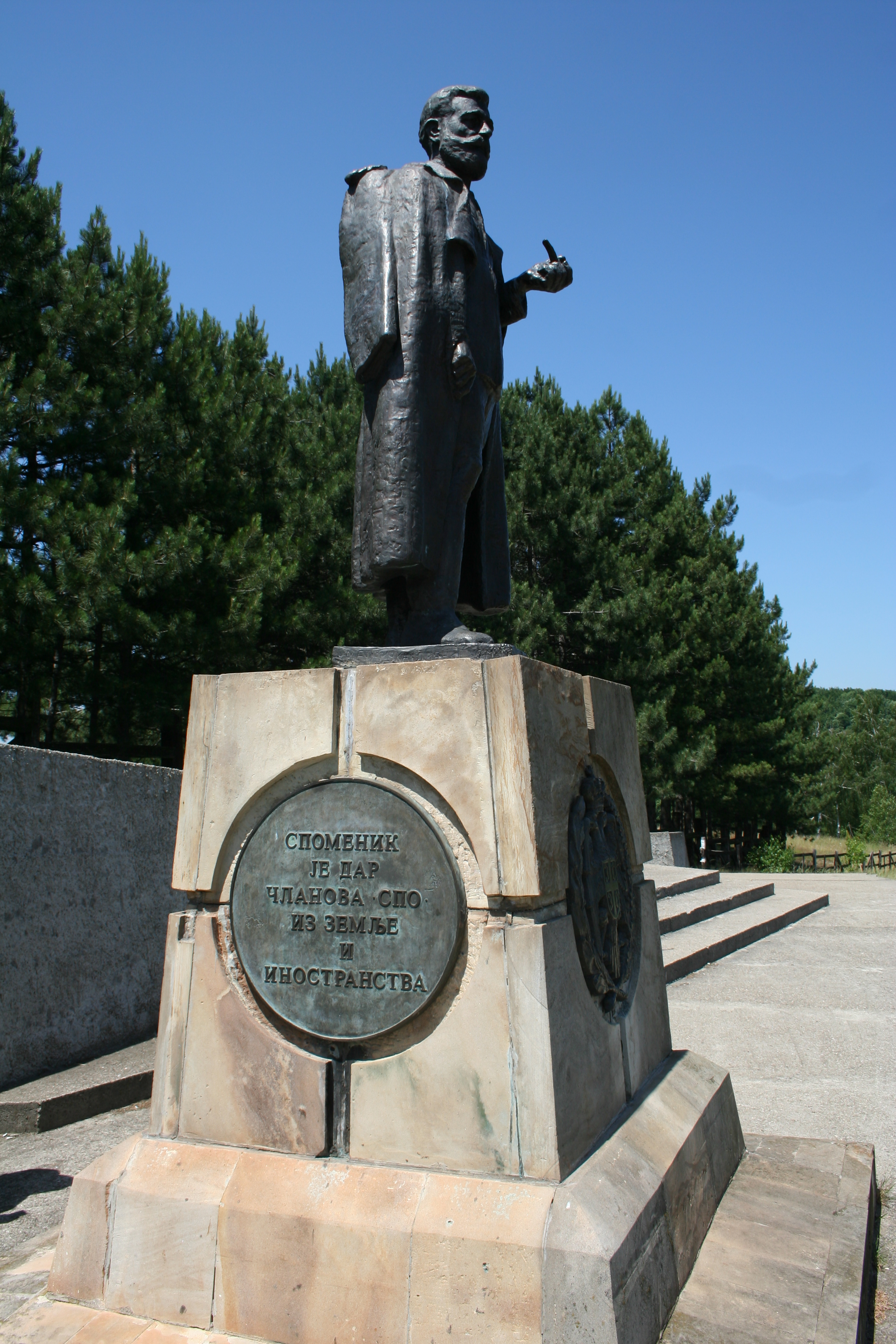
Памятник генералу Драголюбу Михайловичу на Равна-Горе

В историографии СФРЮ четники в 1945—1985 годах почти без исключения рассматривались как коллаборационисты и военные преступники в одном ряду с усташами или недичевцами. Со второй половины 1980-х годов произошла постепенная переоценка прежнего нарратива и реабилитация четнического движения в сербской историографии и журналистике. Больше всего исследований по данной теме провёл Коста Николич. В 1999 году издана его трёхтомная монография «Историја равногорског покрета: 1941—1945». Согласно оценке Алексея Тимофеева, монография Николича о равногорском движении и опубликованная им в 2011 году в соавторстве с Бояном Димитриевичем книга «Генерал Драгољуб Михаиловић, 1893—1946: биографија» явили собой наиболее профессиональную и убедительную реабилитацию четнического движения и его лидера. По заключению историков Душана Баягича и Александара Стояновича, реалистичный обзор истории и роли четников во Второй мировой войне был представлен в работе Стевана Павловича «Хитлеров нови антипоредак: Други светски рат у Југославији». Оба историка считают, что книга подтвердила антифашистский характер четнического движения, установленный ранее Йованом Марьяновичем и Бранко Петрановичем. Вместе с тем они отмечают, что это определение до сих пор иногда вызывает в основном политически мотивированные публичные споры. Предметом исследований было также сотрудничество четников с оккупационными силами (Коста Николич «Италијанска војска и четници у Другом светском рату у Југославији 1941—1943», 2009 год; Жарко Йованович «Колаборација у Србији 1941—1945: зборник грађе», 2001). Согласно Душану Баягичу и Александару Стояновичу, все недавние соответствующие исследования признали военное сотрудничество четников с силами держав «оси» на территории Югославии.
Лидер равногорского движения Драголюб Михайлович в конце 1980-х годов стал сербским национальным героем. 14 мая 2015 года генерала Михайловича посмертно реабилитировал Высший суд в Белграде на основании принятого парламентом Республики Сербия 17 апреля 2006 года Закона о реабилитации лиц, которые были лишены по политическим или идеологическим причинам жизни, свободы или некоторых других прав без судебного разбирательства или судебным или административным решением в период с 6 апреля 1941 года до вступления данного закона в силу.
Ранее, в 2004 году, Народная скупщина приняла Закон об изменениях и дополнениях к Закону о правах ветеранов, инвалидов войны и членов их семей, который уравнял в правах партизан и четников.
Происходящая в Сербии с 2000 года реабилитация Дражи Михайловича и равногорского движения является предметом дискуссий и споров в среде историков, политиков и в общественных кругах как в республике, так и за её пределами, которые получают много внимания в средствах массовой информации. Ключевым аспектом споров является вопрос о признании равногорского движения антиоккупационным и релятивизация или замалчивание совершённых четниками преступлений.

### Комментарии
1. ↑  Историк Алексей Тимофеев переводит сербское название «Jугословенска войска у отаџбини» как Югославское войско в Отечестве для сохранения фонетической близости сокращений, хотя считает более литературным перевод «Югославская армия на родине»[3].
2. ↑  По вопросу об определении ЮВуО и равногорского движения как антиоккупационного Сопротивления среди историков существуют разные мнения. Милан Раданович[серб.] пишет, что четническое движение Драголюба Михайловича создавалось как антиоккупационное движение и у ревизионистской историографии есть все основания интерпретировать его как последовательно антиоккупационное. Однако такое определение возможно лишь при избирательном подходе к историческим фактам[7]. Хорватская энциклопедия ставит Драголюба Михайловича в один ряд с коллаборационистами Анте Павеличем, Миланом Недичем, Леоном Рупником и др.[14]. Милан Шчекич считает, что представление равногорцев в качестве антифашистского движения является «наглой попыткой исторического ревизионизма»[15]. Маттео Милаццо писал о сложности охарактеризования возглавляемого Дражей Михайловичем четнического движения, отмечая, что четники в каком-то смысле были одновременно и движением Сопротивления, и коллаборационистами[16]. Никита Гусев из Института славяноведения считает, что ЮВуО, являясь центром антиоккупационного равногорского движения в Югославии, одновременно вела освободительную борьбу с оккупантами и, в то же время, в войне с югославскими партизанами Тито сотрудничала с германской армией и прогерманскими режимами на территории Югославии[10].
3. ↑  Обычно термин «четник» используется для членов ЮВуО генерала Дражи Михайловича и равногорского политического движения, которое её поддерживало. Применительно ко времени Второй мировой войны, термин предполагает сербов в Далмации, Боснийской Краине, Боснии и Герцеговине и Черногории (очень ограниченное число словенцев или мусульман из Боснии принимали это самонаименование). Вместе с тем в Сербии в начале войны термин «четник» часто использовался помощниками оккупантов и четниками Косты Печанаца. Эту путаницу пропаганда коммунистических партизан использовала, чтобы обвинить четников Михайловича в предательстве и коллаборационизме[17].
4. ↑  Историки не едины в обозначении военной организации полковника Михайловича до переименования в январе 1942 года в Югославскую армию на родине. Так, согласно Леониду Гибианскому, с начала осени 1941 года Михайлович именовал себя «командующим четническими отрядами Югославской армии»[18]. Алексей Тимофеев пишет, что «первоначально Д. Михаилович называл своих бойцов „четническими отрядами югославского войска“, позднее это название было сокращено до „военно-четнических отрядов“»[19]. Йозо Томашевич пишет: «Вскоре после прибытия на Равна-Гору Михайлович и его люди организовали командный пункт и назвали себя „Четническими отрядами Югославской армии“. Позднее это название было изменено на „военно-четнические отряды“»[20]. Коста Николич сообщает, что Михайлович «вскоре создает Командование четнических отрядов Югославской армии», а первые отряды обозначались как «военно-четнические»[21]. Согласно Бояну Димитриевичу и Немане Девичу, военная организация Михайловича называлась Военно-четнические отряды Югославской армии[22].
5. ↑  Михайлович и его соратники не сомневались в конечной победе Англии и других государств, противостоявших нацистской Германии[45].
6. ↑  Согласно Бояну Димитриевичу, Михайлович исходил из того, что все жандармы «были хорошими сербами, которые предпочли бы сопротивляться, чем служить захватчикам». Жандармы служили охраной от внезапных нападений, информировали четников о намерениях оккупантов и квислингов. Они также обеспечили равногорцам прирост сил, являясь почти единственными, кто в Сербии в то время мог открыто носить оружие[46].
7. ↑  По четнической традиции их командования назывались горными штабами (серб. горски штаб), которые поддерживали связь с центральной организацией[53].
8. ↑  Летом 1941 года Компартия Югославии была хорошо отлаженной нелегальной организацией, состоявшей из примерно 12 тыс. человек. Это число дополняли, по разным оценкам, от 30 тыс. до 50 тыс. комсомольцев — скоевцев[сербохорв.]. КПЮ не признала акт капитуляции Югославии и заняла резко негативную позицию по отношению к оккупантам. Вместе с тем, учитывая существование пакта Молотова — Риббентропа и стремление советского руководства сохранить его действие, до нападения нацистской Германии на СССР КПЮ не призывала народ к вооружённым выступлениям против захватчиков и проведению диверсионных актов. Линия компартии радикально изменилась после нападения Германии на СССР. 22 июня 1941 года руководителям компартий, в том числе КПЮ, поступило указание из Москвы от Исполкома Коминтерна о развёртывании борьбы против гитлеровских захватчиков. В этот же день Политбюро ЦК КПЮ приняло решение обратиться к народу страны с призывом о завершении подготовки к вооружённой борьбе с оккупантами[67][68].
9. ↑  По сведениям сербского историка Милана Радановича, численность четников в регионе составляла примерно треть от сил партизан[7]. Другой сербский историк — Венцеслав Глишич[серб.] сообщает о 3—4 тысячах четников[5].
10. ↑  К началу декабря Бёме сообщил, что его войска казнили около 11 200 заложников, однако, как указывает Гай Трифкович, реальное число убитых было значительно большим[72].
11. ↑  Согласно Косте Николичу, после прямого вмешательства Москвы Тито обратился с письмом к Михайловичу 19 ноября 1941 года и предложил прекратить военные действия[74].
12. ↑  Сербское восстание лета — осени 1941 года не нанесло серьёзных потерь немецкой армии (около 200 немецких солдат были убиты и 400 ранены). Сохранившиеся немецкие документы свидетельствуют о жестокости, с которой вермахт расправился с повстанцами. К концу декабря 1941 года около 4000 человек погибли в боях и 35 тысяч заложников были казнены[78].
13. ↑  По данным Александра Тимофеева, количество легализованных четников было невелико и, по немецким оценкам, к августу 1942 года составляло менее 1600 человек[82].
14. ↑  Как отмечает Александр Сковородников, дальнейшие события показали, что это был лишь тактический недолговечный союз[95].
15. ↑  Историк Коста Николич писал в издании 1999 года, что переименование четнических вооружённых формирований состоялось после признания югославским правительством полковника Драголюба Михайловича командующим «всеми патриотическими силами в Югославии», о чём было объявлено 15 ноября 1941 года по радио Лондона[100]. Мира Радоевич датирует переименование ноябрём 1941 года[101].
16. ↑  21 августа 1942 в селе Липле[серб.] состоялось совместное совещание Главного штаба боснийских четнических отрядов и Горского штаба боснийских четнических отрядов. На совещании самопровозглашённые четнические воеводы решили признать своим верховным командующим «брата Дражу Михайловича», уполномоченного королём «руководить всей народной борьбой за освобождение порабощённой родины». По заключению Косты Николича, — это было лишь фиктивное признание, без принятия прямого командного подчинения. Совещание решило установить прямую связь с «братом Дражей», отправив двух представителей в штаб Верховного командования, чтобы «сделать невозможным назначение командирами четнических частей тех людей, которых не хотят ни бойцы, ни народ, потому что до сих пор они не участвовали в битве, и это имело бы очень неудобные последствия для интересов сербского народа и нашего единства и солидарности четнических организаций»[111].
17. ↑  Алексей Тимофеев отмечает, что «добровольческая сербская милиция» неофициально подчинялась ЮВуО и поддерживала с ней контакт через командиров и офицеров связи. Личный состав МВАК должен был оставаться на легальном положении до особого приказа[118]. Трифунович-Бирчанин командовал с весны 1942 года также четниками в Далмации, Герцеговине, Западной Боснии и Юго-Западной Хорватии. Ему соответственно подчинялись: в Северной Далмации — самопровозглашенный воевода Момчило Джуич, в Лике — подполковник Илия Михич и майор Славко Н. Белаяц (оба назначены Михайловичем), в Герцеговине и Юго-Восточной Боснии — подполковник Петар Бачович[серб.] (назначен Михайловичем) и самозванный воевода Доброслав Евджевич. После смерти Бирчанина в феврале 1943 года его главные помощники Евджевич, Джуич, Бачович и Радован Иванишевич[серб.] заверили итальянцев о продолжении сотрудничества в борьбе с партизанами. Несколько недель спустя Михайлович назначил преемником Бирчанина подполковника Младена Жуйовича[серб.][119]
18. ↑  Историк Стеван Коста Павлович[англ.] отмечал, что подлинность этого документа, оригинал которого не сохранился, признаётся большинством историков. В то же время он предполагал возможность фальсификации, отмечая убедительные аргументы канадского историка Люсьена Карчмара, изложенные в книге «Draža Mihailović and the Rise of the Četnik Movement, 1941—1945». New York, 1987[143]. Хольм Зундхауссен, рассказывая о целях четнического движения, ссылался на инструкцию Михайловича, отмечая, что защитники четников называют её фальшивкой[35].
19. ↑  По немецким оценкам, в конце 1943 года фактическая численность четников во всех краях и областях оккупированной Югославии распределялась следующим образом: Словения — 500 человек, Северная Далмация и Лика — 2000 человек, Западная Босния — 1500 человек, Восточная Босния — 3000 человек, Герцеговина — 3000 человек, Черногория — 5000 человек, Юго-Западная Сербия — 2500 человек, Северо-Западная Сербия — 3000 человек, Центральная Сербия — 3000 человек, район гор Копаоника — 1500 человек, Юго-Восточная Сербия — 3000—4000 человек и Северо-Восточная Сербия — около 2000 человек[165].
20. ↑  Коста Николич и Небойша Стамболия утверждают, что самую важную роль в отказе британской стороны от поддержки Михайловича сыграло Управление специальных операций, в чей каирский офис, курировавший миссии на Балканах, глубоко проникли агенты советской разведки. В частности, большую роль в изменении политики в отношении Михайловича исполнил Джеймс Клугманн. Агенты в каирском офисе имели возможность изменять, фабриковать или скрывать разведывательную информацию[167], а также продвигать интересы Тито[168].
21. ↑  Как пишут Боян Димитриевич и Неманя Девич, Михайлович одобрял и поощрял радиосвязь с командирами корпусов и корпусных групп, хотя это противоречило военной иерархии. С одной стороны, связь с командирами укрепляла авторитет Михайловича и его осведомлённость о делах в армии. С другой стороны, это обременяло самого Михайловича необходимостью поддержания ежедневной радиосвязи, нарушало управление, контроль и дисциплину в командной структуре, когда они больше всего были необходимы[177].
22. ↑  Согласно сведениям американского капитана Уолтера Мэнсфилда[англ.], полученным от источника в четническом командовании, численный состав ЮВуО насчитывал 57 440 вооружённых людей, кроме того в мобилизационных списках значилось 472 900 призывников. По донесению Мэнсфилда от 1 марта 1944 года, сам он считал, что у ЮВуО в Центральной Сербии было 35 тысяч вооружённых людей. Эти данные историки Димитриевич и Девич считают достаточно точной оценкой[181].
23. ↑  Как пишет Коста Николич: «Неприятности в ЮВуО надвигались быстрыми темпами. Распад начался изнутри — в Восточной Боснии и Восточной Герцеговине. В середине августа 1944 года генералу Михайловичу не подчинилась группа офицеров: Захарие Остоич, Петар Бачович, Павел Новакович и Воислав Лукачевич (руководитель группы). Их намерение состояло в том, чтобы создать Независимую группу национального сопротивления, которая будет участвовать в борьбе против немцев». По предположению Николича, эту идею Лукачевич привез из Лондона в апреле 1944 года, где он присутствовал на свадьбе короля Петра в качестве делегата Верховного командования ЮВуО[186].
24. ↑  Боян Димитриевич и Неманя Девич указывают, что Милан Раданович путём тенденциозной интерпретации источников явно занизил численность четников Михайловича, участвовавших в битве на Зеленгоре[210].
25. ↑  Алексей Тимофеев пишет, что КНОЮ[серб.] учинил «форменное побоище», убив с 1 по 18 мая 1945 года 300 офицеров и 9235 рядовых бойцов ЮВуО[3]. По оценке Милана Радановича, число расстрелянных после битвы на Зеленгоре четников может составлять как минимум несколько сотен, но не несколько тысяч или 9300 человек, как утверждают некоторые историки[7][208]. В свою очередь Димитриевич и Девич укоряют Радановичу, что он не только занизил число участников событий, но и не осмелился оценить, что на самом деле представляет собой число равногорцев, расстрелянных на месте[210]. Вместе с тем, согласно Гаю Трифковичу, сейчас представлено мало убедительных доказательств того, что партизаны отступили от своих правил, которые подразумевали смерть для офицеров и плен для рядовых четников, по крайней мере, для тех, кто сдался добровольно[209].
26. ↑  Историк Боян Димитриевич[серб.] пишет, что согласно сохранившимся фотографиям, типичный облик четнических офицеров и солдат включал в себя все традиционные черты «подлинного» балканского разбойника, живущего на земле. Общими были густые бороды, как символ утраченного королевства или данной клятвы не бриться и не стричься, пока последний немец не покинет сербскую землю. Образ дополняли множество боеприпасов, которые опоясывали тело, а также неизбежный нож, в основном двухлезвийный кинжал кама или офицерский малый меч[240].